# Показатель преломления
Показа́тель преломле́ния (и́ндекс преломле́ния, и́ндекс рефра́кции) — безразмерная физическая величина, характеризующая различие фазовых скоростей света в двух средах. Для прозрачных изотропных сред, таких как газы, большинства жидкостей, аморфных веществ (например, стекло), употребляют термин абсолютный показатель преломления, который обозначают латинской буквой {\displaystyle n} и определяют как отношение скорости света в вакууме {\displaystyle c} к фазовой скорости света {\displaystyle v} в данной среде:
{\displaystyle n={\frac {c}{v}}\,.}
Например, для воды показатель преломления составляет 1,333, что означает, что в ней свет движется в 1,333 раза медленнее, чем в вакууме (примерно 225 000 км/с). В случае двух прозрачных изотропных сред говорят об относительном показателе преломления одной среды по отношению к другой. Если не указано иное, то обычно имеется в виду абсолютный показатель преломления. Абсолютный показатель преломления часто превышает единицу, поскольку скорость распространения света в любой среде меньше скорости света в вакууме. Однако фазовая скорость света при некоторых условиях может превышать скорость его распространения, и тогда показатель преломления может принимать значения меньше единицы.
Значение абсолютного показателя преломления зависит от состава и строения вещества, его агрегатного состояния, температуры, давления и так далее. Для веществ показатель преломления изменяется под действием внешнего электрического поля (в жидкостях и газах, в кристаллах) или магнитного поля. Для измерения показателя преломления применяют гониометры, рефрактометры или эллипсометры.
Показатель преломления изменяется в зависимости от длины волны, это приводит к расщеплению белого света на составляющие цвета при преломлении. Это называется дисперсией. Её можно наблюдать в призмах и радугах, а также в виде хроматической аберрации в линзах. Распространение света в поглощающих материалах можно описать с помощью комплексного показателя преломления:
{\displaystyle {\underline {n}}=n+i\kappa },
где {\displaystyle i} — мнимая единица, {\displaystyle \kappa } — показатель поглощения. Мнимая часть ответственна за затухание, а действительная часть учитывает преломление.

## Основные понятия
Когда свет проходит границу раздела двух сред, то для вычисления угла преломления используют относительный показатель преломления, равный отношению абсолютных показателей преломления первой и второй сред. Относительный показатель преломления может быть больше единицы, если луч переходит в более оптически плотную среду, и меньше единицы — в противном случае.
Если луч света переходит из среды с меньшим показателем преломления в среду с бо́льшим показателем преломления (например, из воздуха в воду), то угол между лучом и нормалью к границе раздела уменьшается после преломления. И наоборот, в случае перехода в менее оптически плотную среду угол увеличивается. Во втором случае угол преломления может превышать 90°, так что преломления не происходит вообще и весь свет отражается; это явление называется полным внутренним отражением.
Частота света не меняется при преломлении. Поэтому длина волны света в среде уменьшается по сравнению с длиной волны в вакууме пропорционально уменьшению скорости света.

### Типичные значения
Для видимого света большинство прозрачных сред имеют показатели преломления от 1 до 2. Несколько примеров приведены в таблице внизу. Эти значения обычно измеряются на длине волны 589 нм, соответствующей дублетной D-линии натрия в жёлтой части спектра. Газы при атмосферном давлении имеют показатель преломления, близкий к 1, из-за их низкой плотности. Почти все твёрдые тела и жидкости имеют показатель преломления выше 1,3, за исключением аэрогеля. Аэрогель — это твёрдое вещество очень низкой плотности, которое может демонстрировать показатель преломления в диапазоне от 1,002 до 1,265. Муассанит находится на другом конце диапазона с показателем преломления до 2,65. Большинство пластиков имеют показатели преломления в диапазоне от 1,3 до 1,7, но некоторые полимеры с высоким показателем преломления могут иметь значения до 1,76.
Для инфракрасного света показатели преломления могут быть значительно выше. Германий прозрачен в диапазоне длин волн от 2 до 14 мкм и имеет показатель преломления около 4. Во второй половине 2000-х годов был обнаружен тип новых материалов, получивших название топологических изоляторов, которые имеют очень высокий показатель преломления — до 6 в ближней и средней зонах инфракрасного диапазона частот. Более того, топологические изоляторы прозрачны при наноразмерных толщинах. Эти свойства потенциально важны для приложений в инфракрасной оптике.

### Связь между скоростью и углом преломления света
Свет, распространяющийся в неоднородной среде, проходит из одной точки в другую за минимальное время. Из этого принципа можно вывести закон преломления света на границе раздела между средами с разными показателями преломления, который называется законом Снеллиуса.
Он выражается в виде дроби

| {\displaystyle {\frac {\sin \theta _{1}}{\sin \theta _{2}}}={\frac {v_{1}}{v_{2}}}\,,} | \| \| \| \| \| \| \| \| | (Ур. 1.1) |
|                                                                                        |                         |           |
|                                                                                        |                         |           |
где θ1 и θ2 — углы падения и преломления луча света соответственно, которые отсчитываются от нормали к границе между средами, проведённой через точку падения луча, v1 и v2 — фазовые скорости в первой среде (из которой падает свет, на рисунке сверху) и второй среде (в которую свет проникает, на рисунке нижняя).
Этот закон можно записать через показатели преломления двух сред, зная, что v1 = c/n1 и v2 = c/n2 (c — скорость света в вакууме):

| {\displaystyle {\frac {\sin \theta _{1}}{\sin \theta _{2}}}={\frac {n_{2}}{n_{1}}}\,.} | \| \| \| \| \| \| \| \| | (Ур. 1.2) |
|                                                                                        |                         |           |
|                                                                                        |                         |           |
Закон Снеллиуса выполняется только для неподвижных сред. Для релятивистских скоростей поперечного движения прозрачной среды вследствие аберрации эффективный показатель преломления будет зависеть от скорости среды, что позволяет определять скорость движения среды.

### Коэффициент отражения
При падении на границу раздела двух сред только часть света проходит из среды с меньшим показателем преломления в среду с бо́льшим, а часть — отражается обратно. Чем сильнее отличаются показатели преломления сред, тем бо́льшая часть света отражается. В случае падения света по нормали к поверхности коэффициент отражения выражается как:

| {\displaystyle R=\left({\frac {n_{2}-n_{1}}{n_{2}+n_{1}}}\right)^{2}\,.} | \| \| \| \| \| \| \| \| | (Ур. 1.3) |
|                                                                          |                         |           |
|                                                                          |                         |           |
В этом случае при переходе луча света из воздуха в стекло (показатель преломления 1,5) отражается 4 % падающего света, а в случае алмаза (показатель преломления 2,42) — более 17 %.
Рассчитать коэффициент отражения света для произвольных углов падения и поляризации можно с помощью формул Френеля.

### Дисперсия
Показатель преломления зависит от частоты света. Это явление называется дисперсией. В тех диапазонах частот, где вещество прозрачно, преломление увеличивается с частотой. Например, вода и бесцветное стекло преломляют голубой свет сильнее, чем красный.
В природе этот эффект приводит к возникновению такого явления как радуга. Разложение света стеклянной призмой заложило основы спектрального анализа, который широко применяется в науке и технике. В то же время дисперсия приводит к трудностям в изготовлении оптических систем. Когда на стеклянную линзу падает пучок немонохроматического света, то лучи разных цветов фокусируются на разном расстоянии и вокруг контрастных деталей изображения образуется радужная кайма. Это явление получило название хроматической аберрации. Её компенсируют путём изготовления линз из разных сортов оптического стекла, имеющих разные показатели преломления.
Из-за зависимости показателя преломления от длины волны в таблицах указывают частоту, на которой производились измерения. Обычно применяется частота жёлтой линии натрия (точнее, поскольку эта спектральная линия является двойной, применяется среднее арифметическое от длин линий дублета, 5893 Å); в этом случае показатель преломления обозначается через {\displaystyle n_{D}}.
Для оценки дисперсии в оптическом диапазоне применяют среднюю дисперсию или главную дисперсию ({\displaystyle n_{F}-n_{C}}), которая равна разнице показателей преломления на длинах волн красной (λC = 6563 Å) и синей линий водорода (λF = 4861 Å). Индексы F и C обозначают соответствующие фраунгоферовы линии.
- Дисперсия электромагнитных волн
- Дисперсия в стеклянной призме
- Типичный вид графика зависимости показателя преломления от частоты в широком диапазоне. Резкие падения связаны с инфракрасной, ультрафиолетовой и рентгеновской зонами поглощения[24]
- Зависимость показателя преломления (красный) и коэффициента поглощения (зелёный) кремния от длины волны при температуре 300 К

Другой характеристикой является число Аббе, равное:

| {\displaystyle V_{D}={\frac {n_{D}-1}{n_{F}-n_{C}}}\,.} | \| \| \| \| \| \| \| \| | (Ур. 1.4) |
|                                                         |                         |           |
|                                                         |                         |           |
Большее число Аббе соответствует меньшей средней дисперсии.
В широком диапазоне длин волн электромагнитного излучения зависимость показателя преломления от частоты является нелинейной и состоит из участков, где показатель преломления возрастает с частотой — этот случай называется нормальной дисперсией (поскольку такая ситуация типична), — и небольших участков, где показатель преломления стремительно падает, что называется аномальной дисперсией. Участки аномальной дисперсии обычно расположены вблизи линий поглощения вещества.

### Поляризация при преломлении
Интенсивности преломлённой и отражённой волн зависят от поляризации падающего света: s-поляризованный свет имеет более высокий коэффициент отражения, тогда как p-поляризованный лучше проникает в среду. Поэтому даже если на границу раздела сред падает неполяризованный свет, и преломлённый, и отражённый лучи становятся частично поляризованными (если угол падения не равен нулю). Если угол между отражённым и преломлённым лучами составляет 90°, отражённый свет становится полностью поляризованным. Угол падения, при котором это происходит, называется углом Брюстера. Его значение зависит от относительного показателя преломления сред:

| {\displaystyle \operatorname {tg} \theta _{B}=n_{12}\,.} | \| \| \| \| \| \| \| \| | (Ур. 1.5) |
|                                                          |                         |           |
|                                                          |                         |           |
В случае падения под таким углом преломлённый луч не становится полностью поляризованным, но степень его поляризации является максимальной.

### Общее выражение
Существует другое определение показателя преломления, связывающее его с диэлектрической проницаемостью среды ε:

| {\displaystyle {\frac {\varepsilon }{\varepsilon _{0}}}=n^{2}\,,} | \| \| \| \| \| \| \| \| | (Ур. 1.6) |
|                                                                   |                         |           |
|                                                                   |                         |           |
где {\displaystyle \varepsilon _{0}} — диэлектрическая проницаемость вакуума. Диэлектрическая проницаемость представляется в виде {\displaystyle \varepsilon =\varepsilon _{0}(1+\chi (\omega ))}. Она зависит от частоты и может приводить к комплексному коэффициенту преломления, так как {\displaystyle n^{2}=1+\chi (\omega )}. Здесь {\displaystyle \chi (\omega )} — диэлектрическая восприимчивость, характеристика, специфичная для каждой среды, которая может принимать как действительные, так и комплексные значения. Она связывает поляризацию материала {\displaystyle {\vec {P}}} и электрическое поле по формуле

| {\displaystyle {\vec {P}}=\varepsilon _{0}\chi (\omega ){\vec {E}}\,.} | \| \| \| \| \| \| \| \| | (Ур. 1.7) |
|                                                                        |                         |           |
|                                                                        |                         |           |
Это определение приводит к действительным значениям для немагнитных сред и описывает внутреннюю характеристику среды, которая позволяет установить, как падающая световая волна поляризует среду. И диэлектрическая проницаемость, и диэлектрическая восприимчивость являются действительными или комплексными величинами, поэтому показатель преломления также может иметь комплексные значения. Мнимая часть показателя преломления связана с поглощением среды, так что существует определённая зависимость между поляризацией материала и ослаблением световой волны в среде. Фактически размерный коэффициент поглощения вычисляется из мнимой части безразмерного показателя преломления по следующей формуле

| {\displaystyle \alpha (\omega )={\frac {2\kappa (\omega )\omega }{c}}={\frac {4\pi \kappa (\omega )}{\lambda }}\,,} | \| \| \| \| \| \| \| \| | (Ур. 1.8) |
| |                         |           |
| |                         |           |
где {\displaystyle \alpha } описывает затухание, {\displaystyle \lambda } — длина волны и {\displaystyle \kappa (\omega )} — мнимая часть показателя преломления.

## Механизм замедления света в среде
Причины замедления света в веществе могут быть (с упрощениями) объяснены с позиций классической электродинамики. Любая заряженная частица в поле электромагнитной волны испытывает действия периодических сил, которые вызывают её колебания. Обычно важнее действие периодического электрического поля, а не магнитного, поскольку скорости частиц в среде относительно невысокие. Под действием периодического электрического поля носители электрического заряда также начинают колебаться с определённой частотой, а следовательно сами становятся источниками электромагнитных волн. Атомы всех веществ содержат электроны — лёгкие заряженные частицы, которые легко колеблются в электрическом поле волны. В случае волн оптического диапазона (частотой порядка 1015 Гц) поле, создаваемое электронами, обычно почти полностью описывает наведённое поле. Для волн меньшей частоты (инфракрасного или микроволнового излучения) заметными становятся и эффекты, вызванные перераспределением электронов между атомами в молекуле, колебания ионов в ионных кристаллах или вращение полярных молекул. Волны, создаваемые каждым электроном, интерферируют между собой, создавая волну, которая распространяется в том же направлении, что и падающая волна (а также в обратном — что воспринимается как отражение от границы сред). Интерференция падающей и наведённой волн создаёт эффект замедления электромагнитной волны (хотя на самом деле обе волны движутся с одинаковой скоростью — скоростью света). В общем случае вычисление поля, создаваемого колебаниями электронов, является сложной задачей, поскольку каждый электрон испытывает действие не только падающей волны, но и волны, созданной колебаниями всех остальных электронов. Простейшая модель выводится из предположения, что электроны друг на друга не действуют, что справедливо для очень разреженных сред с низким показателем преломления, таких как газы.
Пусть на тонкий слой вещества толщиной {\displaystyle \Delta z} падает плоская волна с циклической частотой {\displaystyle \omega }, распространяющаяся вдоль направления {\displaystyle z}. Электрическое поле (x-компонента) в ней меняется по закону:

| {\displaystyle E_{s}=E_{0}e^{i\omega (t-z/c)}\,.} | \| \| \| \| \| \| \| \| | (Ур. 2.1) |
|                                                   |                         |           |
|                                                   |                         |           |
Интенсивность лазерных источников света сравнительно невелика, так что напряжённость электрического поля световой волны значительно меньше напряжённости электрического поля в атоме. При таких условиях электрон в атоме можно рассматривать как гармонический осциллятор (это допустимо с позиций квантовой механики) с резонансной частотой {\displaystyle \omega _{0}} (для большинства веществ эта частота лежит в ультрафиолетовом диапазоне). Движение электрона, находящегося у поверхности слоя вещества (в точке {\displaystyle z=0}), под действием внешней периодической силы будет описываться обычным для такой системы уравнением колебаний:

| {\displaystyle m_{e}\left({\frac {d^{2}x}{dt^{2}}}+\omega _{0}^{2}x\right)=q_{e}E_{0}e^{i\omega t}\,,} | \| \| \| \| \| \| \| \| | (Ур. 2.2) |
| |                         |           |
| |                         |           |
где {\displaystyle m_{e}} и {\displaystyle q_{e}} — масса и заряд электрона соответственно.
Решение такого уравнения имеет вид:

| {\displaystyle x={\frac {q_{e}E_{0}}{m_{e}(\omega _{0}^{2}-\omega ^{2})}}e^{i\omega t}\,.} | \| \| \| \| \| \| \| \| | (Ур. 2.3) |
|                                                                                            |                         |           |
|                                                                                            |                         |           |
Если источник излучения находится достаточно далеко и фронт падающей волны плоский, то все электроны, которые находятся в этой плоскости, движутся одинаково. Поле, создаваемое такой заряженной плоскостью, равно:

| {\displaystyle E_{e}=-{\frac {\eta q_{e}}{2\varepsilon _{0}c}}\left(i\omega {\frac {q_{e}E_{0}}{m_{e}(\omega _{0}^{2}-\omega ^{2})}}e^{i\omega (t-z/c)}\right)\,,} | \| \| \| \| \| \| \| \| | (Ур. 2.4) |
| |                         |           |
| |                         |           |
где {\displaystyle \eta } — число заряженных частиц на единицу площади (поверхностная плотность заряда).
С другой стороны, если в пластинке волна замедляется в {\displaystyle n} раз, то уравнение волны ур. 2.1 после прохождения через пластинку будет иметь вид:

| {\displaystyle E_{s}+E_{e}=E_{0}e^{i\omega (t-(n-1)\Delta z/c-z/c)}=e^{-i\omega (n-1)\Delta z/c}E_{0}e^{i\omega (t-z/c)}\,.} | \| \| \| \| \| \| \| \| | (Ур. 2.5) |
| |                         |           |
| |                         |           |
Это уравнение описывает волну, идентичную падающей, но с задержкой по фазе, которую выражает первая экспонента. В случае малой толщины пластинки можно разложить первую экспоненту в ряд Тейлора:

| {\displaystyle E_{s}+E_{e}=(1-i\omega (n-1)\Delta z/c)E_{0}e^{i\omega (t-z/c)}\,.} | \| \| \| \| \| \| \| \| | (Ур. 2.6) |
|                                                                                    |                         |           |
|                                                                                    |                         |           |
Таким образом, поле, создаваемое веществом, описывается формулой:

| {\displaystyle E_{e}=-{\frac {i\omega (n-1)\Delta z}{c}}E_{0}e^{i\omega (t-z/c)}\,.} | \| \| \| \| \| \| \| \| | (Ур. 2.7) |
|                                                                                      |                         |           |
|                                                                                      |                         |           |
Сравнивая это выражение с выражением, полученным для поля ур. 2.4, созданного колебаниями электронов плоскости, можно получить:

| {\displaystyle (n-1)\Delta z={\frac {\eta q_{e}^{2}}{2\varepsilon _{0}m_{e}(\omega _{0}^{2}-\omega ^{2})}}\,.} | \| \| \| \| \| \| \| \| | (Ур. 2.8) |
| |                         |           |
| |                         |           |
Поскольку число зарядов на единицу площади равно концентрации электронов {\displaystyle N}, умноженной на толщину пластинки, величина показателя преломления равна:

| {\displaystyle n=1+{\frac {Nq_{e}^{2}}{2\varepsilon _{0}m_{e}(\omega _{0}^{2}-\omega ^{2})}}\,,} | \| \| \| \| \| \| \| \| | (Ур. 2.9) |
|                                                                                                  |                         |           |
|                                                                                                  |                         |           |
где {\displaystyle \varepsilon _{0}} — электрическая постоянная.
Эта формула также описывает зависимость показателя преломления от частоты падающей волны, то есть дисперсию. В общем случае необходимо учитывать, что каждый атом содержит много электронов, имеющих различные резонансные частоты. Их вклады должны суммироваться в правой части уравнения. В интенсивных световых потоках напряжённость электрического поля волны может быть соразмерна с внутриатомной. В таких условиях модель гармонического осциллятора становится неприменимой.

### Эффект Поккельса
Модель ангармонического осциллятора с затуханием оказывается полезной для качественного рассмотрения зависимости показателя преломления в кристаллах без центра инверсии от постоянного электрического поля. Уравнение Ньютона для ангармонического осциллятора записывается в виде

| {\displaystyle {\ddot {r}}+2\gamma {\dot {r}}+\omega _{0}^{2}r+\beta r^{2}=-{\frac {e}{m_{e}}}E_{0}\,,} | \| \| \| \| \| \| \| \| | (Ур. 2.10) |
| |                         |            |
| |                         |            |
где {\displaystyle r} — координата, {\displaystyle \omega _{0}} — резонансная частота, {\displaystyle \beta } — постоянная ангармоничности, {\displaystyle \gamma } — описывает затухание, {\displaystyle E_{0}} — постоянное электрическое поле, {\displaystyle m_{e}} — масса электрона, а точки над координатой обозначают полную производную по времени. Для ангармонического осциллятора положение равновесия {\displaystyle r_{0}} определяется уравнением

| {\displaystyle \omega _{0}^{2}r_{0}+\beta r_{0}^{2}=-eE_{0}/m_{e}\,.} | \| \| \| \| \| \| \| \| | (Ур. 2.11) |
|                                                                       |                         |            |
|                                                                       |                         |            |
При отсутствии ангармонического вклада гармонический осциллятор совершает колебания с резонансной частотой около нового положения равновесия из-за наличия электрического поля. В присутствии малого ангармонического вклада можно принять новое положение равновесия за начало координат, подставив в уравнение движения {\displaystyle r=r_{0}+q}. Ввиду малости ангармонического вклада колебание осциллятора в новых координатах примет вид

| {\displaystyle {\ddot {q}}+2\gamma {\dot {q}}+(\omega _{0}^{2}+2\beta r_{0})q=0\,.} | \| \| \| \| \| \| \| \| | (Ур. 2.12) |
|                                                                                     |                         |            |
|                                                                                     |                         |            |
Новое уравнение описывает колебания со сдвинутой резонансной частотой, то есть при наличии ангармонизма внешнее постоянное поле не только сдвигает положение равновесия осциллятора, но и изменяет квадрат резонансной частоты на величину {\displaystyle 2\beta r_{0}}. В результате сдвига резонансной частоты изменяется и закон дисперсии и, соответственно, показатель преломления на величину

| {\displaystyle \Delta n={\frac {\partial n}{\partial \omega }}{\frac {e\beta }{m_{e}\omega \omega _{0}^{2}}}E_{0}\,.} | \| \| \| \| \| \| \| \| | (Ур. 2.13) |
| |                         |            |
| |                         |            |
Электрическое поле — это выделенное направление в кристалле, поэтому в среде возникает зависимость дисперсии от направления распространения света — двулучепреломление. Это явление называется эффектом Поккельса. Как видно из качественной модели, это линейный по электрическому полю эффект. Этот эффект находит применение в модуляторах света.

## Связь с другими показателями

### Диэлектрическая проницаемость
Из уравнений Максвелла можно получить формулу, связывающую скорость света в веществе с диэлектрической и магнитной проницаемостями вещества (обозначаются буквами {\displaystyle \varepsilon } и {\displaystyle \mu } соответственно)

| {\displaystyle v={\frac {c}{\sqrt {\varepsilon \mu }}}\,.} | \| \| \| \| \| \| \| \| | (Ур. 3.1) |
|                                                            |                         |           |
|                                                            |                         |           |
Таким образом, показатель преломления определяется характеристиками среды:

| {\displaystyle n={\frac {c}{v}}={\sqrt {\varepsilon \mu }}\,.} | \| \| \| \| \| \| \| \| | (Ур. 3.2) |
|                                                                |                         |           |
|                                                                |                         |           |
Магнитная проницаемость очень близка к единице в большинстве реальных прозрачных веществ, поэтому последнюю формулу иногда упрощают до {\displaystyle n={\sqrt {\varepsilon }}}. В данном случае, если относительная диэлектрическая проницаемость {\displaystyle {\underline {\varepsilon }}} имеет комплексную форму с вещественной и мнимой частями {\displaystyle \varepsilon } and {\displaystyle {\tilde {\varepsilon }}}, то комплексный показатель преломления связан с вещественной и мнимой частями по формуле

| {\displaystyle {\underline {\varepsilon }}=\varepsilon +i{\tilde {\varepsilon }}={\underline {n}}^{2}=(n+i\kappa )^{2}\,,} | \| \| \| \| \| \| \| \| | (Ур. 3.3) |
| |                         |           |
| |                         |           |
где

| {\displaystyle \varepsilon =n^{2}-\kappa ^{2},\qquad {\tilde {\varepsilon }}=2n\kappa \,} | \| \| \| \| \| \| \| \| | (Ур. 3.4) |
|                                                                                           |                         |           |
|                                                                                           |                         |           |
или наоборот

| {\displaystyle n={\sqrt {\frac {\|{\underline {\varepsilon }}\|+\varepsilon }{2}}},\qquad \kappa ={\sqrt {\frac {\|{\underline {\varepsilon }}\|-\varepsilon }{2}}}\,,} | \| \| \| \| \| \| \| \| | (Ур. 3.5) |
| |                         |           |
| |                         |           |
где {\displaystyle |{\underline {\varepsilon }}|={\sqrt {\varepsilon ^{2}+{\tilde {\varepsilon }}^{2}}}} — абсолютное значение.
Диэлектрическая проницаемость в этой формуле может значительно отличаться от табличных значений, поскольку в таблицах обычно приведены значения проницаемости в постоянном электрическом поле. В быстро меняющемся поле (именно такое поле создаёт электромагнитная волна) молекулы не успевают поляризоваться, что приводит к уменьшению диэлектрической проницаемости. Особенно это касается полярных молекул, таких как вода: диэлектрическая проницаемость воды в постоянном электрическом поле {\displaystyle \varepsilon =81}, однако для полей, изменяющихся с частотой 1014—1015 Гц (оптический диапазон), она падает до 1,78.
Для комплексного показателя преломления, зависящего от энергии {\displaystyle E}, реальная и мнимая части показателя преломления являются зависящими друг от друга величинами — они связаны соотношениями Крамерса — Кронига

| {\displaystyle n(E)=1+{\frac {2}{\pi }}{\mathcal {P}}\int _{0}^{\infty }{\frac {x\kappa (E)}{x^{2}-E^{2}}}dx\,,} | \| \| \| \| \| \| \| \| | (Ур. 3.6) |
| |                         |           |
| |                         |           |

| {\displaystyle \kappa (E)=-{\frac {2E}{\pi }}{\mathcal {P}}\int _{0}^{\infty }{\frac {n(x)-1}{x^{2}-E^{2}}}dx\,,} | \| \| \| \| \| \| \| \| | (Ур. 3.7) |
| |                         |           |
| |                         |           |
где символ {\displaystyle {\mathcal {P}}} обозначает главное значение в смысле Коши.
В случае кристаллов и других анизотропных сред диэлектрическая проницаемость зависит от кристаллографического направления и описывается тензором, поэтому показатель преломления является тензорной величиной.

### Поляризуемость
Важным соотношением, связывающим показатель преломления с микроскопическими свойствами вещества, является формула Лоренца — Лоренца:

| {\displaystyle {\frac {n^{2}-1}{n^{2}+2}}={\frac {4\pi \alpha N}{3}}\,,} | \| \| \| \| \| \| \| \| | (Ур. 3.8) |
|                                                                          |                         |           |
|                                                                          |                         |           |
где {\displaystyle \alpha } — электронная поляризуемость молекул, которая зависит от частоты, а {\displaystyle N} — их концентрация. Если преломляющая среда является смесью нескольких веществ, в правой части уравнения будет стоять несколько слагаемых, каждое из которых соответствует отдельной компоненте. В анализе атмосферы коэффициент преломления принимается равным N = n − 1. Атмосферная рефракция часто выражается как N = 106 (n − 1) или N = 108 (n − 1). Коэффициенты умножения используются потому, что показатель преломления для воздуха, n, отклоняется от единицы не более чем на несколько частей на десять тысяч.
С другой стороны, молярная рефракция является мерой общей поляризуемости одного моля вещества и может быть рассчитана на основе показателя преломления как:

| {\displaystyle K={\frac {4}{3}}\pi N_{A}\alpha ={\frac {n^{2}-1}{n^{2}+2}}\cdot {\frac {M}{\rho }}\,,} | \| \| \| \| \| \| \| \| | (Ур. 3.9) |
| |                         |           |
| |                         |           |
где {\displaystyle M} — молекулярная масса, {\displaystyle N_{A}} — постоянная Авогадро, {\displaystyle \rho } — плотность вещества. Она почти не зависит от давления, температуры и даже агрегатного состояния и является характеристикой поляризуемости молекул конкретного вещества.
В простом случае газа при небольшом давлении показатель преломления выражается как

| {\displaystyle n={\sqrt {1+2\pi N\alpha }}\,.} | \| \| \| \| \| \| \| \| | (Ур. 3.10) |
|                                                |                         |            |
|                                                |                         |            |
Формула Лоренца — Лоренца (ур. 3.8) выведена в предположении изотропности среды, поэтому справедлива для газов, жидкостей, аморфных тел. Однако и для многих других веществ она часто выполняется с хорошей точностью (погрешность не превышает нескольких процентов). Пригодность формулы для конкретного вещества определяется экспериментально. Для некоторых классов веществ, например, пористых материалов, погрешность может достигать десятков процентов. Область применения формулы ограничивается видимым и ультрафиолетовым диапазонами спектра и исключает диапазоны поглощения в веществе. Для низших частот необходимо учитывать не только электронную поляризацию, но и атомную (поскольку ионы в ионных кристаллах и атомы в молекулах успевают сместиться в поле низкой частоты).
Для полярных диэлектриков в случае волн большой длины также необходимо учитывать ориентационную поляризуемость, природа которой заключается в изменении ориентации дипольных молекул вдоль силовых линий поля. Для газов, состоящих из полярных молекул, или сильно разбавленных растворов полярных веществ в неполярных растворителях вместо формулы Лоренца — Лоренца необходимо использовать формулу Ланжевена — Дебая:

| {\displaystyle {\frac {\varepsilon -1}{\varepsilon +2}}{\frac {M}{\rho }}={\frac {4\pi N_{A}}{3\varepsilon _{0}}}\left(\alpha _{0}+{\frac {p^{2}}{3k_{B}T}}\right)\,,} | \| \| \| \| \| \| \| \| | (Ур. 3.11) |
| |                         |            |
| |                         |            |
где {\displaystyle \alpha _{0}} — сумма ионной и электронной поляризуемости, {\displaystyle p} — дипольный момент молекул (атомов), {\displaystyle k_{B}} — постоянная Больцмана, {\displaystyle T} — температура.

### Плотность
Как правило, вещества с большей плотностью имеют более высокий показатель преломления. Для жидкостей показатель преломления обычно больше, чем для газов, а для твёрдых тел — больше, чем для жидкостей. Однако количественная связь между показателем преломления и плотностью может быть разной для разных классов веществ. Существует несколько эмпирических формул, позволяющих оценить эту связь численно. Наиболее известное соотношение следует из формулы Лоренца — Лоренца (ур. 3.9):

| {\displaystyle {\frac {n^{2}-1}{n^{2}+2}}\cdot {\frac {1}{\rho }}=r\,,} | \| \| \| \| \| \| \| \| | (Ур. 3.12) |
|                                                                         |                         |            |
|                                                                         |                         |            |
которое хорошо описывает газы, а также удовлетворительно выполняется в случае изменения агрегатного состояния вещества. Величину {\displaystyle r} иногда называют удельной рефракцией.
В случае газов при низком давлении это выражение сводится к ещё более простому, известному как формула Гладстона — Дейла:

| {\displaystyle {\frac {n-1}{\rho }}=const\,.} | \| \| \| \| \| \| \| \| | (Ур. 3.13) |
|                                               |                         |            |
|                                               |                         |            |
Уменьшение плотности воздуха с высотой (соответственно, уменьшение показателя преломления) вызывает рефракцию света в атмосфере, что приводит к смещению видимого положения небесных светил. Вблизи горизонта такое смещение достигает 30 угловых минут (то есть размера диска Солнца или Луны). Неоднородный показатель преломления атмосферы может приводить к более раннему восходу Солнца, что наблюдается в северных широтах.
Для некоторых немагнитных сред точную оценку можно получить с помощью формулы, полученной Макдональдом:

| {\displaystyle {\frac {n^{2}-1}{n\cdot \rho }}=const\,.} | \| \| \| \| \| \| \| \| | (Ур. 3.14) |
|                                                          |                         |            |
|                                                          |                         |            |
Она лучше описывает показатель преломления для воды, бензола и других жидкостей.
Также существует зависимость показателя преломления от других связанных с плотностью величин, в частности она уменьшается при увеличении температуры (из-за уменьшения концентрации частиц вследствие термического расширения). По тем же причинам при увеличении давления показатель преломления возрастает.
Как правило, показатель преломления стекла увеличивается с увеличением его плотности. Однако не существует общей линейной зависимости между показателем преломления и плотностью для всех силикатных и боросиликатных стёкол. Относительно высокий показатель преломления и низкая плотность могут быть получены для стёкол, содержащих оксиды лёгких металлов, таких как Li2O и MgO, тогда как противоположная тенденция наблюдается для стёкол, содержащих PbO и BaO, как показано на диаграмме справа.
Многие масла (например, оливковое масло) и этанол являются примерами жидкостей, которые обладают более высокими коэффициентами преломления, но менее плотны, чем вода, вопреки общей корреляции между плотностью и показателем преломления.
Для воздуха {\displaystyle n-1} пропорционально плотности газа до тех пор, пока химический состав не меняется. Это означает, что оно также пропорционально давлению и обратно пропорционально температуре для идеальных газов.
В неравномерно нагретом воздухе вследствие изменения показателя преломления траектория лучей света искривляется и наблюдаются миражи. Для «нижнего» миража приповерхностный слой нагрет, поэтому показатель преломления меньше, чем у более холодного воздуха выше. Траектория световых лучей будет искривляться так, что выпуклость траектории обращена вниз и часть голубого неба будет видеться наблюдателю ниже уровня горизонта, что похоже на воду. Для «верхних» миражей выпуклость траектории обращена вверх из-за более плотного и холодного приповерхностного слоя. В этом случае возможно заглянуть за горизонт и увидеть предметы, скрытые от прямого наблюдения.

#### Производные величины
В нефтехимии применяется производный от плотности показатель — рефрактометрическая разница или интерцепт рефракции:

| {\displaystyle RI=n-{\frac {\rho }{2}}\,.} | \| \| \| \| \| \| \| \| | (Ур. 3.15) |
|                                            |                         |            |
|                                            |                         |            |
Эта величина одинакова для углеводородов одного гомологического ряда.

### Оптическая длина пути
Оптическая длина пути (OPL) — это произведение геометрической длины {\displaystyle d} пути света, проходящего через систему, и показателя преломления среды, через которую он распространяется,

| {\displaystyle {\text{OPL}}=nd\,.} | \| \| \| \| \| \| \| \| | (Ур. 3.16) |
|                                    |                         |            |
|                                    |                         |            |
Это понятие определяет фазу света и управляет интерференцией и дифракцией света при его распространении. Согласно принципу Ферма, световые лучи можно охарактеризовать как кривые, оптимизирующие длину оптического пути.
Фокусное расстояние линзы определяется её показателем преломления {\displaystyle n} и радиусами кривизны {\displaystyle R_{1}} и {\displaystyle R_{2}} образующих её поверхности. Сила тонкой линзы в воздухе определяется формулой линзы:

| {\displaystyle {\frac {1}{f}}=(n-1)\!\left({\frac {1}{R_{1}}}-{\frac {1}{R_{2}}}\right)\,,} | \| \| \| \| \| \| \| \| | (Ур. 3.17) |
|                                                                                             |                         |            |
|                                                                                             |                         |            |
где {\displaystyle f} — фокусное расстояние линзы.

### Разрешение микроскопа
Разрешение хорошего оптического микроскопа в основном определяется числовой апертурой (NA) его объектива. Числовая апертура, в свою очередь, определяется показателем преломления {\displaystyle n} среды, заполняющей пространство между образцом и линзой, и половинным углом сбора света {\displaystyle \theta } согласно

| {\displaystyle \mathrm {NA} =n\sin \theta \,.} | \| \| \| \| \| \| \| \| | (Ур. 3.18) |
|                                                |                         |            |
|                                                |                         |            |
По этой причине для получения высокого разрешения в микроскопии часто используется масляная иммерсия. В этом методе для исследования образцов объектив погружается в каплю жидкости с высоким показателем преломления (иммерсионного масла, глицерина или воды).

### Волновое сопротивление
Волновое сопротивление плоской электромагнитной волны в непроводящей среде (без затухания) определяется выражением

| {\displaystyle Z={\sqrt {\frac {\mu }{\varepsilon }}}={\sqrt {\frac {\mu _{\mathrm {0} }\mu _{\mathrm {r} }}{\varepsilon _{\mathrm {0} }\varepsilon _{\mathrm {r} }}}}={\sqrt {\frac {\mu _{\mathrm {0} }}{\varepsilon _{\mathrm {0} }}}}{\sqrt {\frac {\mu _{\mathrm {r} }}{\varepsilon _{\mathrm {r} }}}}=Z_{0}{\sqrt {\frac {\mu _{\mathrm {r} }}{\varepsilon _{\mathrm {r} }}}}=Z_{0}{\frac {\mu _{\mathrm {r} }}{n}}\,,} | \| \| \| \| \| \| \| \| | (Ур. 3.19) |
| |                         |            |
| |                         |            |
где {\displaystyle Z_{0}} — волновое сопротивление вакуума, {\displaystyle \mu } и {\displaystyle \varepsilon } — абсолютная магнитная и диэлектрическая проницаемости среды, {\displaystyle \varepsilon _{\mathrm {r} }} — относительная диэлектрическая проницаемость материала, а {\displaystyle \mu _{\mathrm {r} }} — его относительная магнитная проницаемость.
Для немагнитных сред {\displaystyle \mu _{\mathrm {r} }=1},

| {\displaystyle Z={\frac {Z_{0}}{n}}\,,} | \| \| \| \| \| \| \| \| | (Ур. 3.20) |
|                                         |                         |            |
|                                         |                         |            |

| {\displaystyle n={\frac {Z_{0}}{Z}}\,.} | \| \| \| \| \| \| \| \| | (Ур. 3.21) |
|                                         |                         |            |
|                                         |                         |            |
Таким образом, показатель преломления в немагнитной среде определяется как отношение волнового сопротивления вакуума к волновому сопротивлению среды. Отражательную способность {\displaystyle R_{0}} границы раздела двух сред, таким образом, можно выразить как через волновые сопротивления, так и через показатели преломления как

| {\displaystyle R_{0}=\left\|{\frac {n_{1}-n_{2}}{n_{1}+n_{2}}}\right\|^{2}\!=\left\|{\frac {Z_{2}-Z_{1}}{Z_{2}+Z_{1}}}\right\|^{2}\,.} | \| \| \| \| \| \| \| \| | (Ур. 3.22) |
| |                         |            |
| |                         |            |
Это выражение совпадает с коэффициентом отражения света при нормальном падении (ур. 1.3).

### Волноводы
Электромагнитные волны могут распространяться внутри волноводов. Их дисперсионные соотношения устанавливаются из решения уравнений Максвелла с соответствующими граничными условиями. Если рассматривать волноводы с металлическими стенками, то электрическое поле не проникает в них и волна, распространяющаяся в них, может быть описана как плоская волна вдоль оси волновода, а поперечные колебания электромагнитного поля задаются свойствами такого резонатора. Если предполагать, что поперечное сечение не меняется, то существует ограничение снизу на частоту этих колебаний. Если обозначить соответствующие частоты мод, связанных с поперечными колебаниями, которые представляют собой поперечные стоячие волны, как {\displaystyle \omega _{\lambda }\,,} то фазовая скорость для волны, распространяющейся в волноводе, описывается формулой

| {\displaystyle v={\frac {c}{n}}={\frac {c}{\sqrt {\mu \varepsilon }}}{\frac {1}{\sqrt {1-(\omega _{\lambda }/\omega )^{2}}}}\,.} | \| \| \| \| \| \| \| \| | (Ур. 3.23) |
| |                         |            |
| |                         |            |
Она всегда больше, чем в неограниченном пространстве {\displaystyle c/{\sqrt {\mu \varepsilon }}}, и стремится к бесконечности при приближении показателя преломления к нулю.

### Групповой индекс
Иногда определяется «показатель преломления групповой скорости», обычно называемый групповым индексом (англ. group index):

| {\displaystyle n_{\mathrm {g} }={\frac {\mathrm {c} }{v_{\mathrm {g} }}}\,,} | \| \| \| \| \| \| \| \| | (Ур. 3.24) |
|                                                                              |                         |            |
|                                                                              |                         |            |
где vg — групповая скорость. Это значение не следует путать с показателем преломления n, который всегда определяется относительно фазовой скорости — они совпадают только для сред без дисперсии. Когда дисперсия мала, групповая скорость может быть связана с фазовой скоростью соотношением

| {\displaystyle v_{\mathrm {g} }=v-\lambda {\frac {\mathrm {d} v}{\mathrm {d} \lambda }}\,,} | \| \| \| \| \| \| \| \| | (Ур. 3.25) |
|                                                                                             |                         |            |
|                                                                                             |                         |            |
где λ — длина волны в среде. Таким образом, в этом случае групповой показатель может быть записан в терминах зависимости показателя преломления от длины волны как

| {\displaystyle n_{\mathrm {g} }={\frac {n}{1+{\frac {\lambda }{n}}{\frac {\mathrm {d} n}{\mathrm {d} \lambda }}}}\,.} | \| \| \| \| \| \| \| \| | (Ур. 3.26) |
| |                         |            |
| |                         |            |
Когда показатель преломления среды известен как функция длины волны в вакууме, соответствующие выражения для групповой скорости и индекса имеют вид (для всех значений дисперсии)

| {\displaystyle v_{\mathrm {g} }=\mathrm {c} \,\left(n-\lambda _{0}{\frac {\mathrm {d} n}{\mathrm {d} \lambda _{0}}}\right)^{-1},} | \| \| \| \| \| \| \| \| | (Ур. 3.27) |
| |                         |            |
| |                         |            |

| {\displaystyle n_{\mathrm {g} }=n-\lambda _{0}{\frac {\mathrm {d} n}{\mathrm {d} \lambda _{0}}}\,,} | \| \| \| \| \| \| \| \| | (Ур. 3.28) |
| |                         |            |
| |                         |            |
где λ0 — длина волны в вакууме.

## Воздух
Показатель преломления воздуха был предметом многочисленных исследований. Он имеет первостепенное значение для любого исследования и измерения, происходящего в атмосфере. Его значение зависит от многих параметров и было предметом измерений и теорий, точность которых очень варьируется. Первое грубое измерение было выполнено с помощью рефрактометра в начале XVIII века Исааком Ньютоном, который в 1700 году замерил изменение видимых высот звёзд из-за преломления в атмосфере, что привело Эдмунда Галлея к публикации этих результатов в 1721 году для иллюстрации преломления в воздухе. В 1806 году Франсуа Араго и Жан-Батист Био оценили значение индекса для воздуха.
Первая формула, устанавливающая показатель преломления воздуха, была составлена Х. Барреллом и Дж. Э. Сирсом в 1938 году. Названная формулой Баррелла — Сирса, она имеет вид формулы Коши с двумя членами, зависящими от длины волны света (в вакууме) как {\displaystyle \lambda ^{-2}} и {\displaystyle \lambda ^{-4}} для материалов, абсорбционные полосы которых находятся в ультрафиолетовой области спектра:

| {\displaystyle n(\lambda )=A+{\frac {B}{\lambda ^{2}}}+{\frac {C}{\lambda ^{4}}}+\cdots \,,} | \| \| \| \| \| \| \| \| | (Ур. 4.1) |
|                                                                                              |                         |           |
|                                                                                              |                         |           |
где A, B, C — коэффициенты. Сейчас она устарела, но продолжает использоваться. Для материалов с полосой поглощения в инфракрасном диапазоне и некоторых других материалов с полосой поглощения в ультрафиолетовом диапазоне (например, воды) используется формула Скотта — Бриота

| {\displaystyle n=-A'\lambda ^{2}+A+{\frac {B}{\lambda ^{2}}}+{\frac {C}{\lambda ^{4}}}} | \| \| \| \| \| \| \| \| | (Ур. 4.2) |
|                                                                                         |                         |           |
|                                                                                         |                         |           |
и более точная формула Зельмейера

| {\displaystyle n^{2}=1+{\frac {B_{1}\lambda ^{2}}{\lambda ^{2}-C_{1}}}+{\frac {B_{2}\lambda ^{2}}{\lambda ^{2}-C_{2}}}+{\frac {B_{3}\lambda ^{2}}{\lambda ^{2}-C_{3}}}\,.} | \| \| \| \| \| \| \| \| | (Ур. 4.3) |
| |                         |           |
| |                         |           |
Эти эмпирические законы, определяемые очень точными измерениями длины волны, применяются к прозрачным средам в видимом диапазоне электромагнитного спектра. В моделях учитывают, что, находясь далеко от полос поглощения (обычно расположенных в ультрафиолетовой и инфракрасных областях спектра), можно рассматривать индекс как вещественное число и определить зависимость показателя преломления от длины волны. Эти формулы, как правило, точны до пятого знака после запятой.
Две более свежие формулы, которые сейчас широко используются, дают лучшее приближение к показателю преломления воздуха: это формулы Филипа Э. Сиддора и Эдлена. Эти формулы учитывают большее или меньшее количество факторов, в частности наличие водяного пара и диоксида углерода, и действительны для того или иного диапазона длин волн.
Показатель преломления воздуха можно очень точно измерить с помощью интерферометрических методов, вплоть до порядка 10−7 или меньше. Он примерно равен 1,000 293 при температуре 0 °C и давлении 1 бар. Эта величина очень близка к единице, поэтому в технической оптике используют другое определение для показателя преломления через отношение скорости света в воздухе к скорости света в среде.

### Видимый и инфракрасный спектр
Значение показателя преломления воздуха, одобренное Joint Commission for Spectroscopy в Риме в сентябре 1952 года, записывается следующим образом:

| {\displaystyle n_{\text{air}}(15^{\circ }{\rm {C}},p_{0})=1+10^{-8}\left(6432.8+{\frac {2949810\;{\rm {\text{мкм}}}^{-2}\lambda ^{2}}{146\;{\rm {\text{мкм}}}^{-2}\lambda ^{2}-1}}+{\frac {25540\;{\rm {\text{мкм}}}^{-2}\lambda ^{2}}{41\;{\rm {\text{мкм}}}^{-2}\lambda ^{2}-1}}\right)\,.} | \| \| \| \| \| \| \| \| | (Ур. 4.4) |
| |                         |           |
| |                         |           |
Эта формула справедлива для длин волн от 0,2 мкм до 1,35 мкм (видимого и инфракрасного диапазонов) и сухого воздуха, содержащего 0,03 % углекислого газа по объёму, при 15 °C и давлении 101,325 кПа.

### Радарные исследования
Свойства воздуха в зависимости от высоты сильно меняются, что сказывается на точности действия систем глобального позиционирования. В частности, для микроволн и радиоволн очень важен состав воздуха, поскольку наличие водяного пара в тропосфере замедляет сигналы радаров из-за изменения показателя преломления воздуха, что приводит к ошибкам в позиционировании. На большой высоте в ионосфере дисперсию волн обуславливают свободные электроны. На показатель преломления воздуха также влияют температура и давление. В простейшем виде время задержки для сигнала радара определяется из уравнения {\displaystyle t=2rn/c\,,} где {\displaystyle r} — расстояние до цели, {\displaystyle n} — показатель преломления среды, {\displaystyle c} — скорость света. В реальных измерениях используют разницу времени между отражениями от различных предметов и вычисляют разницу фаз {\displaystyle \Delta \phi }, которая связана с изменением индекса по формуле {\displaystyle \Delta \phi =2\pi f\Delta t=4\pi fr\Delta n/c\,,} где {\displaystyle f} — частота радара. На дистанциях между 20 и 40 км этот метод хорошо работает. Изменение показателя преломления в реальной атмосфере составляет около 0,03 %, но если расстояние известно, то можно с высокой точностью (~1 %) определять изменение показателя преломления при знании соответствующей модели атмосферы.
В метеорологии и радарных исследованиях используют другое определение изменения индекса {\displaystyle \Delta n}, для данной частоты. Оно выражается через величину {\displaystyle N=(n-1)\times 10^{6}}, которая соответствует порядку изменения коэффициента преломления {\displaystyle n} между вакуумом и воздухом у земной поверхности.
{\displaystyle N} связано с параметрами окружающей среды по следующей экспериментально установленной формуле:

| {\displaystyle N=77{,}5{\frac {P}{T}}-12{,}5{\frac {e}{T}}+3{,}7\times 10^{5}{\frac {e}{T^{2}}}\,,} | \| \| \| \| \| \| \| \| | (Ур. 4.5) |
| |                         |           |
| |                         |           |
где {\displaystyle P} — давление в гПа, {\displaystyle T} — температура в кельвинах, {\displaystyle e} — парциальное давление водяного пара, содержащегося в воздухе, в гПа. Первый член применяется во всей толще атмосферы, связан с дипольным моментом из-за поляризации нейтральных молекул и описывает сухую атмосферу. Второй и третий члены важны в тропосфере, относятся к постоянному дипольному моменту воды и важны только в нижней тропосфере. Первое слагаемое преобладает при низких температурах, где давление паров водяного пара низкое. Следовательно, можно измерить изменение {\displaystyle N}, если известны {\displaystyle P}, {\displaystyle e} и {\displaystyle T}, и наоборот. Эта формула широко используется при расчёте влияния водяного пара на распространение волн в атмосфере. Диапазон частот, где применима эта формула, ограничивается микроволновой областью (1 ГГц — 300 ГГц), поскольку для более высоких частот существует вклад вращательных резонансов молекул кислорода и воды.
В ионосфере, однако, вклад электронной плазмы в коэффициент преломления существенен, а водяного пара — отсутствует, поэтому используют другую форму уравнения для показателя преломления:

| {\displaystyle N=77{,}6{\frac {P}{T}}+3{,}73\times 10^{5}{\frac {e}{T^{2}}}-40{,}3\times 10^{6}{\frac {n_{e}}{f^{2}}}\,,} | \| \| \| \| \| \| \| \| | (Ур. 4.6) |
| |                         |           |
| |                         |           |
где {\displaystyle n_{e}} — концентрация электронов, {\displaystyle f} — частота радара. Вклад плазменной частоты (последнее слагаемое) важен на высотах более 50 км.
Вклад холодной плазмы в ионосфере может изменить знак показателя преломления на больших высотах в микроволновом диапазоне. В общем случае ионосфера демонстрирует двулучепреломление.
Радарные технологии используются в метеорологии для определения количества капель и их распределения над территорией США и Западной Европы, поскольку эти территории практически полностью покрыты сетью радаров. Мощность отражённого сигнала пропорциональна радиолокационной отражаемости водяных капель и величине, зависящей от комплексного показателя преломления, {\displaystyle |(n^{2}(\lambda )-1)/(n^{2}(\lambda )+1)|^{2}}.

## Вода
Чистая вода прозрачна для света видимого, ультрафиолетового и инфракрасного диапазона спектра. В области длин волн от 0,2 мкм до 1,2 мкм и температур от −12 °C до 500 °C действительную часть показателя преломления воды можно получить из следующего эмпирического выражения:

| {\displaystyle {\frac {n^{2}-1}{n^{2}+2}}(1/{\overline {\rho }})=a_{0}+a_{1}{\overline {\rho }}+a_{2}{\overline {T}}+a_{3}{\overline {\lambda }}^{2}{\overline {T}}+{\frac {a_{4}}{{\overline {\lambda }}^{2}}}+{\frac {a_{5}}{{\overline {\lambda }}^{2}-{\overline {\lambda }}_{\mathit {UV}}^{2}}}+{\frac {a_{6}}{{\overline {\lambda }}^{2}-{\overline {\lambda }}_{\mathit {IR}}^{2}}}+a_{7}{\overline {\rho }}^{2}\,,} | \| \| \| \| \| \| \| \| | (Ур. 5.1) |
| |                         |           |
| |                         |           |
где безразмерные переменные параметры для температуры, плотности и длины волны заданы выражениями {\displaystyle {\overline {T}}=T/273.15} (в кельвинах), {\displaystyle {\overline {\rho }}=\rho /1000} (в кг/м3), {\displaystyle {\overline {\lambda }}=\lambda /0,589} (длина волны задана в микрометрах), постоянные {\displaystyle a_{0}} = 0.244257733, {\displaystyle a_{1}} = 0.00974634476, {\displaystyle a_{2}} = −0.00373234996, {\displaystyle a_{3}} = 0.000268678472, {\displaystyle a_{4}} = 0.0015892057, {\displaystyle a_{5}} = 0.00245934259, {\displaystyle a_{6}} = 0.90070492, {\displaystyle a_{7}} = −0.0166626219, {\displaystyle {\overline {\lambda }}_{\text{IR}}} = 5.432937 и {\displaystyle {\overline {\lambda }}_{\text{UV}}} = 0.229202. Погрешность этой формулы составляет 6⋅10−5 при нормальном давлении в диапазоне температур от −12 °C (переохлаждённая жидкость) до 60 °C. Дополнительная неопределённость появляется при попытке вычислить показатель преломления при высоких давлениях или при переходе воды в паровую фазу. Дополнительно улучшить точность в области температур {\displaystyle t} от 0 °C до 40 °C можно используя выражение для плотности воды

| {\displaystyle \rho (t)=a_{5}\left(1-{\frac {(t+a_{1})^{2}(t+a_{2})}{a_{3}(t+a_{4})}}\right)\,,} | \| \| \| \| \| \| \| \| | (Ур. 5.2) |
|                                                                                                  |                         |           |
|                                                                                                  |                         |           |
где {\displaystyle a_{1}} = −3,983 035 °C, 
{\displaystyle a_{2}} = 301,797 °C,
{\displaystyle a_{3}} = 522 528,9 °C2,
{\displaystyle a_{4}} = 69,34881 °C,
{\displaystyle a_{5}} = 999,974 950 кг/м3.
В то же время коэффициент поглощения в воде для видимого спектра (в диапазоне от 300 нм до 700 нм) очень мал: в максимуме около 6⋅10−8, а в минимуме (418 нм) ещё на два порядка меньше.

### Рефрактометрия растворов
На основе закона Снеллиуса строятся количественные методы рефрактометрии растворов. Среди растворителей наиболее часто используются вода с показателем преломления 1,3330, метанол — 1,3286, этанол — 1,3613, ацетон — 1,3591, хлороформ — 1,4456. Эти величины измерены на длине волны D-линии натрия (589,3 нм) при 20 °С и обозначаются {\displaystyle n_{D}^{20}}. Сравнивая индекс раствора {\displaystyle n} с индексом растворителя {\displaystyle n_{0}}, можно получить концентрацию раствора в процентах

| {\displaystyle C={\frac {n-n_{0}}{F}}\,,} | \| \| \| \| \| \| \| \| | (Ур. 5.3) |
|                                           |                         |           |
|                                           |                         |           |
где {\displaystyle F} — параметр, показывающий прирост показателя преломления на один процент для растворённого вещества. Формулы расчёта несколько сложнее в случае нескольких растворённых веществ.

### Морская вода
Океанская вода представляет собой сложную смесь мутного раствора, солей и органических останков. В диэлектрическую проницаемость дают вклад три источника, связанные с электронной, дипольно-релаксационной и ионной восприимчивостями. Магнитная проницаемость воды меньше единицы (диамагнетик). Солёность мирового океана зависит в основном от количества хлористого натрия. Показатель преломления морской воды в видимой части спектра зависит в основном от трёх параметров: температуры, солёности и гидростатического давления. В простейшей модели для показателя преломления используют формулу Лоренца — Лоренца. Удельная рефракция уменьшается с ростом длины волны, солёности и температуры. При длине волны 480 нм, температуре 20 °C, атмосферном давлении и солёности 35 ‰ {\displaystyle n=1{,}34509} (для чистой воды {\displaystyle n=1{,}337}). Коэффициент преломления морской воды измеряют методами рефрактометрии.

## Оптическое стекло
Широкое применение стёкол в оптике предполагает детальное знание показателя преломления конкретного типа материала. Наиболее свежие данные по свойствам различных стёкол можно найти в каталогах фирм-изготовителей, поскольку они составлены с использованием международных стандартов типа ISO 7944—84 (в России ГОСТ 23136—93 и ГОСТ 3514—94, в Германии DIN 58925 и DIN 58927). Главные характеристики стёкол показаны в коде стекла. Например, для N-SF6 код стекла несёт информацию о показателе преломлении nd, числе Аббе Vd и плотности ρ. Из кода 805254.337 следует, что nd = 1,805, Vd = 25,4 и ρ = 3,37 г/см3. Индекс d обозначает длину волны жёлтой линии гелия при длине волны 587,5618 нм. Типы оптических стёкол можно разделить на группы, представленные на графике в координатах (nd, Vd). Часто используются и другие линии в зависимости от возможных применений. Например, индекс t используется для инфракрасной линии ртути (1013,98 нм), e — зелёной линии ртути (546,0740 нм), C — красной линии водорода (656,2725 нм), D — жёлтой линии натрия (589,2938 нм), i — ультрафиолетовой линии ртути (365,0146 нм), и так далее. Типичными требованиями для оптических стёкол являются требования точности для показателя преломления ±2⋅10−5 и дисперсии ±1⋅10−5. В сертификатах указывают также температуру (22 °C) и давление (101,325 кПа). Высокие требования накладываются на однородность показателя преломления и коэффициент внутреннего пропускания. Стекло в высшей степени однородно, но допускает наличие дефектов макроструктуры, называемые свилями, пузырей и микровключений, если они не искажают фронт волны при учёте соотношения суммарной поперечной площади дефектов к объёму стекла. Для стандарта ISO3/IN010 площадь дефектов не превышает 0,03 мм2 в объёме 100 см3 и не более 10 включений. Двойное лучепреломление — это нежелательное явление, которое также характеризуется по стандарту ISO 11455 методом Сенармона — Фриделя, который ограничивает разность хода 6 нм/см (на сантиметр толщины) для оптических стёкол. Для избавления от внутренних напряжений применяют отжиг стекла. Оптические стёкла также характеризуют климатической стойкостью, стойкостью к травлению, кислотостойкостью, щёлочестойкостью и стойкостью к фосфатам, поскольку все эти нежелательные внешние факторы приводят к дефектам и изменениям поверхности.
Для обозначения оптического стекла используют сокращения. Например для крона и флинта используют заглавные буквы: ЛК — лёгкий крон; ФК — фосфатный крон; ТФК — тяжёлый фосфатный крон; К — крон; БК — баритовый крон; ТК — тяжёлый крон; СТК — сверхтяжёлый крон; ОК — особый крон; КФ — крон-флинт; БФ — баритовый флинт; ТБФ — тяжёлый баритовый флинт; ЛФ — лёгкий флинт; Ф — флинт; ТФ — тяжёлый флинт; ОФ — особый флинт.

## Нескалярная, нелинейная или неоднородная рефракция
До сих пор предполагалось, что преломление задаётся линейными уравнениями, включающими пространственно постоянный скалярный показатель преломления. Эти предположения могут нарушаться по-разному, что включает следующие возможности.

### Анизотропия
Распространение света в кристалле зависит от направления оптических осей. Для кристаллов диэлектрическая проницаемость имеет вид тензора второго ранга, и при действии электрического поля световой волны смещение электрических зарядов в общем случае не совпадает с направлением электрического поля. Вектора электрической индукции D и электрического поля E не совпадают ни по направлению, ни по величине. Есть, однако, возможность выбора прямоугольной системы координат, в которой оси координат направлены вдоль оптических осей. В этой системе координат записывается уравнение для характеристической поверхности, называемой эллипсоидом Френеля

| {\displaystyle n_{x}^{2}x^{2}+n_{y}^{2}y^{2}+n_{z}^{2}z^{2}=const\,.} | \| \| \| \| \| \| \| \| | (Ур. 7.1) |
|                                                                       |                         |           |
|                                                                       |                         |           |
Здесь индексы у коэффициента преломления отвечают за величину коэффициента преломления в определённом направлении в кристалле, то есть указывают на анизотропию скорости света. Если электрическое поле E направлено по одной из оптических осей, то индукция D имеет то же направление. Скорости распространения света в этих направлениях равны

| {\displaystyle v_{x}={\frac {c}{n_{x}}}\,,\qquad v_{y}={\frac {c}{n_{y}}}\,,\qquad v_{z}={\frac {c}{n_{z}}}\,.} | \| \| \| \| \| \| \| \| | (Ур. 7.2) |
| |                         |           |
| |                         |           |
Эллипсоид Френеля имеет смысл поверхности постоянной фазы для излучения точечного источника. Существуют как минимум два круговых сечения для эллипсоида Френеля, перпендикулярные направления к которым называются оптическими осями кристалла. Для одноосного кристалла {\displaystyle n_{x}=n_{y}\neq n_{z}}.

### Двулучепреломление
В материалах, где показатель преломления зависит от поляризации и направления в кристалле, наблюдается явление двойного лучепреломления, которое также называют оптической анизотропией в общем случае.
В простейшем случае, одноосном двулучепреломлении, материал имеет только одно особое направление — оптическую ось материала. Распространение света с линейной поляризацией, перпендикулярной этой оси, описывается с помощью показателя преломления для обыкновенной волны {\displaystyle n_{o}}, в то время как распространение света с параллельной поляризацией описывается с помощью показателя преломления для необыкновенной волны {\displaystyle n_{e}}. Двулучепреломление материала возникает из-за разности между этими показателями преломления {\displaystyle \Delta n=n_{e}-n_{o}}. Свет, распространяющийся в направлении оптической оси, не будет испытывать двойного лучепреломления, поскольку показатель преломления {\displaystyle n_{o}} не будет зависеть от поляризации. Для других направлений распространения свет разделяется на два линейно поляризованных луча. Для света, движущегося перпендикулярно оптической оси, лучи будут распространяться в одном и том же направлении. Это можно использовать для изменения направления поляризации линейно поляризованного света или для преобразования линейной, круговой и эллиптической поляризации при работе с волновыми пластинами.
Многие кристаллы обладают естественным двойным лучепреломлением, но изотропные материалы, такие как пластмассы и стекло, также могут часто обладать двойным лучепреломлением вследствие возникновения предпочтительного направления, например, при действии внешней силы или электрического поля. Этот эффект называется фотоупругостью и может использоваться для выявления напряжений в конструкциях. Для этого двулучепреломляющий материал помещается между скрещёнными поляризаторами. Напряжения в кристалле приводят к возникновению эффекта двойного лучепреломления и свет, проходящий через кристалл, изменяет поляризацию и, следовательно, долю света, которая проходит через второй поляризатор. Разность между показателями преломления для обыкновенной и необыкновенной волн пропорциональна давлению P

| {\displaystyle n_{o}-n_{e}=\kappa P\,,} | \| \| \| \| \| \| \| \| | (Ур. 7.3) |
|                                         |                         |           |
|                                         |                         |           |
где {\displaystyle \kappa } — постоянная, характеризующая вещество.
Некоторые данные для широко используемых одноосных кристаллов приведены в таблице.
| Кристалл      | Химическая формула | Сингония       | Знак {\displaystyle n_{e}-n_{o}} | {\displaystyle n_{o}} | {\displaystyle n_{e}} |
| ------------- | ------------------ | -------------- | -------------------------------- | --------------------- | --------------------- |
| Лёд           | H2O                | Тригональная   | +                                | 1,309                 | 1,313                 |
| Кварц         | SiO2               | Тригональная   | +                                | 1,544                 | 1,553                 |
| Берилл        | Be3Al2(SiO3)6      | Гексагональная | -                                | 1,581                 | 1,575                 |
| Нитрат натрия | NaNO3              | Тригональная   | -                                | 1,584                 | 1,336                 |
| Кальцит       | CaCO3              | Тригональная   | -                                | 1,658                 | 1,486                 |
| Турмалин      | Сложный силикат    | Тригональная   | -                                | 1,669                 | 1,638                 |
| Сапфир        | Al2O3              | Тригональная   | -                                | 1,768                 | 1,760                 |
| Циркон        | ZrSiO4             | Тетрагональная | +                                | 1,923                 | 1,968                 |
| Рутил         | TiO2               | Тетрагональная | +                                | 2,616                 | 2,903                 |

Более общий случай трипреломляющих материалов описывается кристаллооптикой, а диэлектрическая проницаемость является тензором второго ранга (матрица 3 на 3). В этом случае распространение света невозможно просто описать показателями преломления, за исключением поляризаций вдоль главных осей. Кристаллы с орторомбической, моноклинной и триклинной сингонией принадлежат к этому классу материалов. Слюды являются типичными представителями трипреломляющих кристаллов.

#### Эффект Керра
Двулучепреломление возникает при приложении постоянного или переменного электрического поля к изотропной среде. Впервые этот эффект наблюдался Керром (в 1875 году) для диэлектрических жидкостей, но встречается в твёрдых телах и в гораздо более простых системах: он наблюдался в газах в 1930 году, что позволило объяснить происхождение эффекта. При приложении сильного электрического поля к жидкости она становится аналогом одноосного кристалла с оптической осью, совпадающей с направлением электрического поля. Разность между показателями преломления для необыкновенной и обыкновенной волн не зависит от ориентации электрического поля {\displaystyle E}, поскольку она пропорциональна его квадрату:

| {\displaystyle n_{e}-n_{o}=\kappa E^{2}\,,} | \| \| \| \| \| \| \| \| | (Ур. 7.4) |
|                                             |                         |           |
|                                             |                         |           |
где {\displaystyle \kappa } — постоянная для среды. Эта величина обычно положительна для многих жидкостей, но может принимать отрицательные значения для этилового эфира, многих масел и спиртов. Если выразить сдвиг фаз через длину волны, то {\displaystyle \phi =2\pi BlE^{2}\,,} где {\displaystyle l} — толщина образца, {\displaystyle B=\kappa /\lambda } — постоянная Керра. Постоянная Керра принимает очень малые значения: на длине волны 546,0 нм для газов порядка 10−15 В/м2 и для жидкостей порядка 10−12 В/м2.

#### Эффект Коттона — Мутона
По аналогии с эффектом Керра можно наблюдать двулучепреломление в изотропных средах в сильном магнитном поле. При распространении света перпендикулярно этому полю разность показателей преломления оказывается пропорциональной квадрату напряжённости магнитного поля H:

| {\displaystyle n_{e}-n_{o}=BH^{2}\,,} | \| \| \| \| \| \| \| \| | (Ур. 7.5) |
|                                       |                         |           |
|                                       |                         |           |
где {\displaystyle B} — постоянная для среды. Если выразить разность хода лучей через длину волны, то {\displaystyle \Delta _{\lambda }=l(n_{e}-n_{o})/\lambda =ClH^{2}\,,} где {\displaystyle l} — толщина образца, {\displaystyle C=B/\lambda } — постоянная Коттона — Мутона.

### Неоднородность
Если показатель преломления среды не постоянен, а постепенно изменяется в пространстве, такой материал известен как среда с градиентным показателем, или GRIN-среда, и рассматривается в градиентной оптике. Свет, проходящий через такую среду, преломляется или фокусируется, что можно использовать для создания линз, оптических волокон и других устройств. Внедрение GRIN-элементов в конструкцию оптической системы может значительно упростить систему, уменьшив количество элементов на треть при сохранении общей производительности. Хрусталик человеческого глаза является примером GRIN-линзы с показателем преломления, изменяющимся от примерно 1,406 во внутреннем ядре до примерно 1,386 в менее плотной коре.

### Вариации показателя преломления
Неокрашенные биологические структуры в основном кажутся прозрачными при микроскопии в светлом поле, поскольку большинство клеточных структур не приводят к заметному ослаблению света. Тем не менее изменение материалов, из которых состоят эти структуры, также сопровождается изменением показателя преломления. Следующие методы преобразуют такие вариации в измеримые разности амплитуд: фазово-контрастная микроскопия, фазово-контрастная рентгеновская визуализация, количественная фазово-контрастная микроскопия.
Для измерения пространственного изменения показателя преломления в образце используются методы фазово-контрастной визуализации. Эти методы позволяют детектировать изменения фазы световой волны, выходящей из образца. Фаза пропорциональна оптической длине пути, пройденной световым лучом, и, таким образом, даёт меру интеграла от показателя преломления вдоль пути луча. Фазу нельзя измерить непосредственно на оптических или более высоких частотах, поэтому её необходимо преобразовать в интенсивность путём интерференции с опорным лучом. В видимом диапазоне спектра это делается с помощью фазово-контрастной микроскопии Цернике, дифференциальной интерференционно-контрастной микроскопии (ДИК) или интерферометрии.
Фазово-контрастная микроскопия Цернике добавляет фазовый сдвиг в низкочастотные пространственные компоненты изображения с помощью фазовращательного кольца в плоскости Фурье образца, так что высокочастотные части пространственного изображения могут интерферировать с низкочастотными компонентами опорного луча. В ДИК освещение разделяется на два луча, которые имеют разную поляризацию, по-разному сдвинуты по фазе и смещены в поперечном направлении относительно друг друга. После прохождения образца два пучка интерферируют, давая изображение производной оптической длины пути по разнице поперечного смещения. В интерферометрии освещение разделяется на два луча частично отражающим зеркалом. Один из лучей пропускается через образец, а затем они объединяются для интерференции и создания прямого изображения фазовых сдвигов. Если вариации оптической длины пути превышают длину волны, изображение будет содержать полосы.
Существует несколько методов фазово-контрастной рентгеновской визуализации для определения двумерного или трёхмерного пространственного распределения показателя преломления образцов в рентгеновском спектре.

### Эйконал
Электромагнитные волны являются решениями уравнений Максвелла, из которых можно получить волновое уравнение. Для пространства, заполненного веществом с неоднородным показателем преломления, решение во всём пространстве в виде плоских волн больше не существует, но, используя приближение геометрической оптики (коротковолновое приближение), можно получить приближённое решение уравнений Максвелла. Пусть электрическое поле представлено в виде плоской волны в малой области пространства как

| {\displaystyle {\textbf {E}}({\textbf {r}},t)={\textbf {E}}_{0}({\textbf {r}})\exp(-ik_{0}S({\textbf {r}})+i\omega t)\,,} | \| \| \| \| \| \| \| \| | (Ур. 7.6) |
| |                         |           |
| |                         |           |
где E0(r) — медленно меняющаяся функция радиус-вектора r, S(r) — неизвестная функция координат. Подставляя в уравнения Максвелла это выражение при условии, что волновое число k0 стремится к бесконечности, можно найти уравнение для неизвестной функции

| {\displaystyle (\nabla S)^{2}=n^{2}({\textbf {r}})\,,} | \| \| \| \| \| \| \| \| | (Ур. 7.7) |
|                                                        |                         |           |
|                                                        |                         |           |
где {\displaystyle \nabla } — оператор набла. Функция S(r) называется эйконалом. Это равенство, впервые полученное Г. Брунсом в 1895 году, имеет вид уравнения Гамильтона — Якоби, известного из механики. Это уравнение описывает траекторию лучей в геометрической оптике в соответствии с принципом Ферма. Он гласит, что свет распространяется по пути, на прохождение которого ему надо затратить экстремальное время. В интегральном виде этот принцип записывает как

| {\displaystyle t=\int _{\Gamma }{\frac {dl}{v}}=\int _{\Gamma }{\frac {n({\textbf {r}})dl}{c}}={\frac {L}{c}}\,,} | \| \| \| \| \| \| \| \| | (Ур. 7.8) |
| |                         |           |
| |                         |           |
где Γ — траектория луча, v — фазовая скорость луча, L — оптическая длина пути.

### Нелинейная оптика
Известно, что показатель преломления может изменяться в электрическом поле — это эффект Керра в жидкостях и газах или эффект Поккельса в кристаллах. Поскольку сама электромагнитная волна также несёт переменное электрическое поле, возникает зависимость показателя преломления от интенсивности света. Зависимость имеет вид {\displaystyle n=n_{0}+n_{2}\cdot I}, где {\displaystyle I} — интенсивность падающей волны, {\displaystyle n_{2}} — нелинейный индекс рефракции, который имеет значение 10−14 — 10−16 см2/Вт, поэтому эффект становится заметным только при высокой интенсивности света и экспериментально наблюдался только после появления лазера. Нелинейность показателя преломления возникает в результате взаимодействия света со средой, в результате которого в среде возникает локальная поляризация, отклоняющаяся от линейной зависимости от поля при высокой его интенсивности. В результате возникает отмеченная выше зависимость показателя преломления от интенсивности волны.
Зависимость показателя преломления от напряжённости переменного электрического поля часто называют оптическим эффектом Керра по аналогии с электрооптическим эффектом Керра, где изменение показателя пропорционально напряжённости электростатического поля, приложенного к среде. Можно найти выражение для нелинейного показателя преломления, исходя из поляризуемости материала и соотношения {\displaystyle n=n_{0}+\gamma \langle {\textbf {E}}^{2}(\omega ,t)\rangle =n_{0}+2\gamma |{\textbf {E}}(\omega )|^{2}}, где коэффициент нелинейности {\displaystyle \gamma =n_{2}\,,} а угловые скобки {\displaystyle \langle \dots \rangle } обозначают усреднение по времени. Полная поляризация среды, содержащая линейный и нелинейный вклады, описывается следующим образом:

| {\displaystyle {\textbf {P}}(\omega )=\varepsilon _{0}\chi ^{(1)}{\textbf {E}}(\omega )+3\varepsilon _{0}\chi ^{(3)}\|{\textbf {E}}(\omega )\|^{2}{\textbf {E}}(\omega )\equiv \varepsilon _{0}\chi _{\text{eff}}{\textbf {E}}(\omega )\,,} | \| \| \| \| \| \| \| \| | (Ур. 7.9) |
| |                         |           |
| |                         |           |
где {\displaystyle {\textbf {P}}} — поляризация, {\displaystyle \chi _{\text{eff}}} — тензор диэлектрической восприимчивости, нелинейной частью которого является тензор {\displaystyle \chi ^{(3)}}, {\displaystyle {\textbf {E}}} — электрическое поле, {\displaystyle \varepsilon _{0}} — диэлектрическая проницаемость вакуума. Зная, что {\displaystyle \chi _{\text{eff}}=\chi ^{(1)}+3\chi ^{(3)}|{\textbf {E}}(\omega )|^{2}}, а также {\displaystyle n^{2}=1+\chi _{\text{eff}}}, получаем:

| {\displaystyle \left(n_{0}+2\gamma \|{\textbf {E}}(\omega )\|^{2}\right)^{2}=1+\chi ^{(1)}+3\chi ^{(3)}\|{\textbf {E}}(\omega )\|^{2}\,.} | \| \| \| \| \| \| \| \| | (Ур. 7.10) |
| |                         |            |
| |                         |            |
Для линейной части показателя преломления можно записать {\displaystyle n={\sqrt {1+\chi _{\text{eff}}}}}, либо {\displaystyle n_{0}^{2}=1+\chi ^{(1)}}. Тогда

| {\displaystyle 4n_{0}\gamma \|{\textbf {E}}(\omega )\|^{2}+4\gamma ^{2}\|{\textbf {E}}(\omega )\|^{4}\approx 4n_{0}\gamma \|{\textbf {E}}(\omega )\|^{2}=3\chi ^{(3)}\|{\textbf {E}}(\omega )\|^{2},} | \| \| \| \| \| \| \| \| | (Ур. 7.11) |
| |                         |            |
| |                         |            |
так что

| {\displaystyle \gamma ={\frac {3\chi ^{(3)}}{4n_{0}}}}. | \| \| \| \| \| \| \| \| | (Ур. 7.12) |
|                                                         |                         |            |
|                                                         |                         |            |
Явления, возникающие вследствие зависимости показателя преломления от интенсивности света, включают такие эффекты, как самофокусировка, фазовая самомодуляция, обращение волнового фронта и генерация оптических солитонов. Однако эти очень сложные проблемы нелинейной оптики возникают лишь в определённых условиях — при воздействии света очень высокой интенсивности и в средах, обладающих достаточно высокими коэффициентами нелинейности.

## Особые случаи

### Показатель преломления меньше единицы
Фазовая скорость света в веществе может быть больше скорости света в вакууме. Это не противоречит специальной теории относительности, так как передача энергии и информации связаны с групповой скоростью, не превышающей скорости света в вакууме. В таких случаях показатель преломления может быть меньше единицы. В оптическом диапазоне показатель преломления практически всегда больше единицы, однако в ультрафиолетовом и особенно в рентгеновском диапазонах показатели преломления меньше единицы являются типичными.
Высокая фазовая скорость рентгеновского излучения в веществе обусловлена взаимодействием электромагнитных волн с электронными оболочками атомов — в мягком рентгеновском диапазоне лежит много линий поглощения (K-серии). Показатель преломления для этого диапазона частот очень близок к единице и обычно записывается в виде {\displaystyle n=1-\delta }, где {\displaystyle \delta } — положительное число, которое имеет значение порядка 10−4..10−6.
Показатель преломления меньше единицы приводит к особым эффектам, например, вогнутые линзы для такого излучения работают как выпуклые и наоборот. Поскольку в данном случае вакуум является оптически более плотной средой, чем вещество, то при падении на вещество под малым углом рентгеновское излучение может испытывать полное внутреннее отражение. Этот эффект используют в рентгеновских телескопах.

### Комплексный показатель преломления
В отличие от идеальных сред, при прохождении электромагнитных волн через реальные среды необходимо учитывать их затухание. Это удобно сделать, вводя комплексный показатель преломления:

| {\displaystyle {\underline {n}}=n+i\kappa \,.} | \| \| \| \| \| \| \| \| | (Ур. 8.1) |
|                                                |                         |           |
|                                                |                         |           |
Здесь действительная часть {\displaystyle n} — это показатель преломления, который связан с фазовой скоростью, в то время как мнимая часть {\displaystyle \kappa } называется показателем поглощения (это действительная величина) света в веществе, хотя {\displaystyle \kappa } также может относиться и к массовому коэффициенту поглощения и указывать на величину ослабления электромагнитной волны при её распространении в среде.
То, что {\displaystyle \kappa } соответствует затуханию, можно увидеть, подставив комплексный показатель преломления в выражение для электрического поля плоской электромагнитной волны, распространяющейся в {\displaystyle z}-направлении. Комплексное волновое число {\displaystyle {\underline {k}}} связано с комплексным показателем преломления {\displaystyle {\underline {n}}} соотношением {\displaystyle {\underline {k}}=2\pi {\underline {n}}/\lambda _{0}}, где {\displaystyle \lambda _{0}} — длина волны света в вакууме. После подстановки комплексного показателя преломления в это уравнение

| {\displaystyle \mathbf {E} (z,t)=\operatorname {Re} \!\left[\mathbf {E} _{0}e^{i({\underline {k}}z-\omega t)}\right]=\operatorname {Re} \!\left[\mathbf {E} _{0}e^{i(2\pi (n+i\kappa )z/\lambda _{0}-\omega t)}\right]=e^{-2\pi \kappa z/\lambda _{0}}\operatorname {Re} \!\left[\mathbf {E} _{0}e^{i(kz-\omega t)}\right]} | \| \| \| \| \| \| \| \| | (Ур. 8.2) |
| |                         |           |
| |                         |           |
экспонента распадётся на две, одна из которых имеет вещественное отрицательное значение показателя степени. Таким образом, интенсивность света в веществе экспоненциально затухает с толщиной. Здесь {\displaystyle \kappa } определяет экспоненциальное затухание в согласии с законом Бугера — Бера — Ламберта. Поскольку интенсивность пропорциональна квадрату электрического поля, то она будет зависеть от толщины материала как {\displaystyle \exp(-4\pi \kappa z/\lambda _{0})}, а коэффициент поглощения равен {\displaystyle \alpha =4\pi \kappa /\lambda _{0}}. Эта величина также связана с глубиной проникновения света в среду — расстоянием, на котором интенсивность света уменьшается в {\displaystyle e} раз, {\displaystyle \delta _{p}=1/\alpha =\lambda _{0}/4\pi \kappa }. {\displaystyle n} и {\displaystyle \kappa } зависят от частоты. В большинстве случаев {\displaystyle \kappa >0} (свет поглощается) или {\displaystyle \kappa =0} (свет распространяется без потерь). В других случаях, особенно в активной среде лазеров, также возможен случай {\displaystyle \kappa <0}.
Альтернативное соглашение использует нотацию {\displaystyle {\underline {n}}=n-i\kappa } вместо {\displaystyle {\underline {n}}=n+i\kappa }, но считается, что {\displaystyle \kappa >0} по-прежнему соответствует потерям. Следовательно, эти два соглашения несовместимы и их не следует путать. Разница связана с выбором синусоидальной зависимости электрического поля волны от времени в виде {\displaystyle {\rm {{Re}[\exp(-i\omega t)]}}} вместо {\displaystyle {\rm {{Re}[\exp(+i\omega t)]}}}.
Диэлектрические потери и отличная от нуля проводимость по постоянному или переменному току в материалах вызывают поглощение. Хорошие диэлектрические материалы, такие как стекло, имеют чрезвычайно низкую проводимость по постоянному току, а на низких частотах диэлектрические потери также незначительны, что приводит к почти полному отсутствию поглощения. Однако на более высоких частотах (например, в видимой области спектра) диэлектрические потери могут значительно увеличить поглощение, снижая прозрачность материала в области этих частот.
Действительная {\displaystyle n} и мнимая {\displaystyle \kappa } части комплексного показателя преломления связаны интегральными соотношениями Крамерса — Кронига (ур. 3.6). В 1986 году А. Р. Форухи и И. Блумер вывели применимое к аморфным материалам уравнение, которое описывает {\displaystyle \kappa } как функцию энергии фотона. Затем Форухи и Блумер применили соотношение Крамерса — Кронига, чтобы вывести соответствующее уравнение для {\displaystyle n} как функции энергии фотона. Тот же формализм был использован для кристаллических материалов Форухи и Блумером в 1986 году.
Для рентгеновского и экстремального ультрафиолетового излучения комплексный показатель преломления незначительно отличается от единицы и обычно имеет действительную часть меньше единицы. Поэтому его записывают в виде {\displaystyle {\underline {n}}=1-\delta +i\beta } (или {\displaystyle {\underline {n}}=1-\delta -i\beta } с альтернативным соглашением, упомянутым выше). Значительно выше атомной резонансной частоты {\displaystyle \delta } можно вычислить как

| {\displaystyle \delta ={\frac {r_{0}\lambda ^{2}n_{e}}{2\pi }}\,,} | \| \| \| \| \| \| \| \| | (Ур. 8.3) |
|                                                                    |                         |           |
|                                                                    |                         |           |
где {\displaystyle r_{0}} — классический радиус электрона, {\displaystyle \lambda } — длина волны рентгеновского излучения, а {\displaystyle n_{e}} — электронная плотность. Предполагается, что электронная плотность определяется количеством электронов в одном атоме {\displaystyle Z}, умноженным на атомную плотность, но для более точного расчёта показателя преломления необходимо заменить {\displaystyle Z} на комплексный атомный форм-фактор

| {\displaystyle f=Z+f'+if''\,.} | \| \| \| \| \| \| \| \| | (Ур. 8.4) |
|                                |                         |           |
|                                |                         |           |
Следовательно, ур. 8.3 примет вид

| {\displaystyle \delta ={\frac {r_{0}\lambda ^{2}}{2\pi }}(Z+f')n_{\text{atom}}\,,} | \| \| \| \| \| \| \| \| | (Ур. 8.5) |
|                                                                                    |                         |           |
|                                                                                    |                         |           |

| {\displaystyle \beta ={\frac {r_{0}\lambda ^{2}}{2\pi }}f''n_{\text{atom}}\,.} | \| \| \| \| \| \| \| \| | (Ур. 8.6) |
|                                                                                |                         |           |
|                                                                                |                         |           |
Величины {\displaystyle \delta } и {\displaystyle \beta } обычно имеют значения порядка 10−5 и 10−6.
Комплексные показатели преломления применяются:
- для описания взаимодействия света с непрозрачными веществами, такими как металлы (в этом случае показатель поглощения больше единицы, так что волна полностью поглощается на расстоянии в несколько микрометров)[166];
- для описания прохождения электромагнитной волны через среду, если её частота близка к частотам поглощения атомов этой среды (зоны аномальной дисперсии)[167];
- для описания преломления полярными жидкостями (например, водой), особенно в случае низкочастотного излучения[168];
- в других случаях, когда слой вещества достаточно толстый, чтобы необходимо было учитывать поглощение[32].

### Металлы
| Металл                   | {\displaystyle \kappa } | {\displaystyle n} | {\displaystyle \|r\|^{2},\%} |
| ------------------------ | ----------------------- | ----------------- | ---------------------------- |
| Натрий                   | 2,61                    | 0,05              | 99,8                         |
| Серебро                  | 3,64                    | 0,18              | 95,0                         |
| Магний                   | 4,42                    | 0,37              | 92,9                         |
| Золото                   | 2,82                    | 0,37              | 85,1                         |
| Золото электролитическое | 2,83                    | 0,47              | 81,5                         |
| Ртуть                    | 4,41                    | 1,62              | 73,3                         |
| Медь цельная             | 2,62                    | 0,64              | 70,1                         |
| Никель цельный           | 3,32                    | 1,79              | 62,0                         |
| Никель электролитический | 3,48                    | 2,01              | 62,1                         |
| Никель распылённый       | 1,97                    | 1,30              | 43,3                         |
| Железо распылённое       | 1,63                    | 1,51              | 32,6                         |

Для диэлектрической проницаемости в модели Лоренца можно записать

| {\displaystyle n^{2}(\omega )=\varepsilon (\omega )=1+{\frac {4\pi Ne^{2}}{m}}{\frac {1}{\omega _{0}^{2}-\omega ^{2}+i\omega \gamma }}\,,} | \| \| \| \| \| \| \| \| | (Ур. 8.7) |
| |                         |           |
| |                         |           |
где {\displaystyle \gamma } — коэффициент затухания колебаний, {\displaystyle m} — масса электрона или иона. Для металлов, где присутствуют свободные носители заряда, частоту {\displaystyle \omega _{0}} можно не учитывать, и диэлектрическая проницаемость представляется в виде

| {\displaystyle n^{2}(\omega )=\varepsilon (\omega )=1-{\frac {\omega _{p}^{2}}{\omega ^{2}-i\omega \gamma }}\,,} | \| \| \| \| \| \| \| \| | (Ур. 8.8) |
| |                         |           |
| |                         |           |
где {\displaystyle \omega _{p}={\sqrt {4\pi Ne^{2}/m}}} — плазменная частота и {\displaystyle N} — число свободных носителей заряда (электронов проводимости) в металле. Отсюда видно, что можно рассмотреть несколько предельных случаев, когда распространение волн отличается качественно. В пределе низких частот металл ведёт себя как среда с комплексным показателем преломления. Если представить комплексный показатель преломления для проводящей среды в виде {\displaystyle n'=n-i\kappa }, то коэффициент отражения от металлической поверхности при нормальном падении принимает вид

| {\displaystyle \|r\|^{2}={\frac {(n-1)^{2}+\kappa ^{2}}{(n+1)^{2}+\kappa ^{2}}}\,,} | \| \| \| \| \| \| \| \| | (Ур. 8.9) |
|                                                                                     |                         |           |
|                                                                                     |                         |           |
откуда можно определить мнимую часть комплексного показателя преломления. Некоторые значения показателя преломления для металлов представлены в таблице. В пределе больших частот, когда {\displaystyle \gamma \ll \omega }, можно отбросить вклад мнимой части в диэлектрическую проницаемость и получить величину меньше единице при {\displaystyle \omega <\omega _{p}\,,} что означает чисто мнимую величину показателя преломления и что эквивалентно сильному затуханию в металле, не связанному с диссипацией как в случае с {\displaystyle \gamma }, то есть происходит полное отражение. При обратном соотношении ({\displaystyle \omega >\omega _{p}}) показатель преломления становится меньше единицы, и металл становится прозрачным для излучения.

### Отрицательный показатель преломления
Уравнения Максвелла имеют физические решения для сред с отрицательным коэффициентом преломления, когда диэлектрическая и магнитная проницаемости имеют одновременно отрицательные значения. В этом случае закон Снеллиуса также выполним, но угол преломления становится отрицательным. Материалы, которые демонстрируют отрицательную рефракцию, можно создать искусственно с помощью обычных материалов с положительным коэффициентом преломления, но определённым образом изменённой геометрией поверхности или объёма среды, например, в периодических фотонных кристаллах. Такие материалы называются метаматериалами и демонстрируют необычные свойства в том или ином диапазоне частот. Возникающая в результате изменения среды отрицательная рефракция в метаматериалах даёт возможность реализации новых явлений и применений (таких как суперлинзы). Основные физические принципы использования отрицательного коэффициента преломления появились в трёх работах:
- отрицательный показатель преломления среды Веселаго;
- суперлинза Пендри;
- неотражающие кристаллы Ефимова[173][174][175].

Метаматериалы с отрицательным показателем преломления обладают рядом интересных свойств:
- фазовая и групповая скорости волн имеют противоположные направления;
- возможно преодоление дифракционного предела при создании оптических систем («суперлинз»), повышение с их помощью разрешающей способности микроскопов, создание микросхем с наноразмерными структурами, повышение плотности записи на оптические носители информации[176][177][178].

## Примеры
Показатели преломления nD (жёлтый дублет натрия, λD = 589,3 нм) некоторых сред приведены в таблице.
| Тип среды         | Среда                     | Температура, °С | Значение    |
| ----------------- | ------------------------- | --------------- | ----------- |
| Кристаллы         | LiF                       | 20              | 1,3920      |
| Кристаллы         | NaCl                      | 20              | 1,5442      |
| Кристаллы         | KCl                       | 20              | 1,4870      |
| Кристаллы         | KBr                       | 20              | 1,5552      |
| Оптические стёкла | ЛК3 (Лёгкий крон)         | 20              | 1,4874      |
| Оптические стёкла | К8 (Крон)                 | 20              | 1,5163      |
| Оптические стёкла | ТК4 (Тяжёлый крон)        | 20              | 1,6111      |
| Оптические стёкла | СТК9 (Сверхтяжёлый крон)  | 20              | 1,7424      |
| Оптические стёкла | Ф1 (Флинт)                | 20              | 1,6128      |
| Оптические стёкла | ТФ10 (Тяжёлый флинт)      | 20              | 1,8060      |
| Оптические стёкла | СТФ3 (Сверхтяжёлый флинт) | 20              | 2,1862      |
| Драгоценные камни | Алмаз белый               | -               | 2,417       |
| Драгоценные камни | Берилл                    | -               | 1,571—1,599 |
| Драгоценные камни | Изумруд                   | -               | 1,588—1,595 |
| Драгоценные камни | Сапфир белый              | -               | 1,768—1,771 |
| Драгоценные камни | Сапфир зелёный            | -               | 1,770—1,779 |
| Жидкости          | Вода дистиллированная     | 20              | 1,3330      |
| Жидкости          | Бензол                    | 20—25           | 1,5014      |
| Жидкости          | Глицерин                  | 20—25           | 1,4730      |
| Жидкости          | Кислота серная            | 20—25           | 1,4290      |
| Жидкости          | Кислота соляная           | 20—25           | 1,2540      |
| Жидкости          | Масло анисовое            | 20—25           | 1,560       |
| Жидкости          | Масло подсолнечное        | 20—25           | 1,470       |
| Жидкости          | Масло оливковое           | 20—25           | 1,467       |
| Жидкости          | Спирт этиловый            | 20—25           | 1,3612      |

## Полупроводники
| Кристалл        | Окно прозрачности, мкм | {\displaystyle \lambda _{g}\,,} мкм | {\displaystyle n} |
| --------------- | ---------------------- | ----------------------------------- | ----------------- |
| Германий        | 1,8—23                 | 1,8                                 | 4,00              |
| Кремний         | 1,2—15                 | 1,1                                 | 3,42              |
| Арсенид галлия  | 1,0—20                 | 0,87                                | 3,16              |
| Теллурид кадмия | 0,9—14                 | 0,83                                | 2,67              |
| Селенид кадмия  | 0,75—24                | 0,71                                | 2,50              |
| Селенид цинка   | 0,45—20                | 0,44                                | 2,41              |
| Сульфид цинка   | 0,4—14                 | 0,33                                | 2,20              |

Оптические свойства полупроводников близки к свойствам диэлектриков. Область длин волн, в которой наблюдается слабое поглощение, называется окном прозрачности; в этой области показатель преломления вещественен. Со стороны длинных волн окно прозрачности ограничено колебательным спектром поглощения в инфракрасной области спектра для полярных молекул, а также поглощением на свободных носителях для более узкозонных полупроводников при комнатной температуре. Когда энергия фотонов достигает ширины запрещённой зоны, наблюдается другая граница окна прозрачности (край полосы поглощения), связанная с межзонными переходами. В таблице приведены данные для окон прозрачности, длины волны {\displaystyle \lambda _{g}}, соответствующей краю полосы поглощения, и показатель преломления {\displaystyle n} в окне прозрачности для некоторых полупроводников. Так как узкозонные полупроводники обладают шириной запрещённой зоны примерно равной энергии квантов видимого света или меньше, то окно прозрачности часто попадает в инфракрасную область спектра. Также показатель преломления увеличивается с уменьшением ширины запрещённой зоны полупроводника. Если для прозрачных материалов (диэлектриков, стёкол) показатель преломления обычно менее 2, то полупроводники обладают показателем преломления более 2.

## Плазма
Плазма обладает коэффициентом преломления, который зависит от концентрации свободных электронов, причём квадрат индекса может оказаться меньше единицы:

| {\displaystyle n^{2}=1-{\frac {\omega _{p}^{2}}{\omega ^{2}}}\,,} | \| \| \| \| \| \| \| \| | (Ур. 10.1) |
|                                                                   |                         |            |
|                                                                   |                         |            |
где {\displaystyle \omega _{p}={\sqrt {4\pi e^{2}n_{e}/m_{e}}}} — плазменная частота, {\displaystyle e} — заряд электрона, {\displaystyle m_{e}} — масса электрона. Для частот больших, чем плазменная частота, показатель больше нуля, но меньше единицы, что означает более высокую фазовую скорость в среде по сравнению со скоростью света в вакууме. Плазму можно рассматривать как идеальный металл без поглощения. Особенность плазмы проявляется на частотах меньших, чем плазменная, когда показатель преломления становится чисто мнимым. Это означает, что электромагнитная волна не проникает в среду, а экспоненциально затухает в ней: происходит полное отражение. Глубина проникновения волны определяется величиной {\displaystyle c/\omega _{p}}. Это явление наблюдается при исследовании отражения радиоволн от ионосферы — области атмосферы выше 50 км. Изменяя частоту радиосигнала, можно получить полное отражение на разных высотах, определяемых задержкой сигнала, что позволяет измерять концентрацию электронов в ионосфере в зависимости от высоты. Отражение радиоволн 40-метрового диапазона от ионосферы позволило в 1930 году поддерживать радиосвязь между Землёй Франца-Иосифа и Антарктидой (~20 000 км).
Земля обладает магнитным полем, поэтому плазма ионосферы находится в однородном магнитном поле, что меняет её свойства. Траектории электронов плазмы в магнитном поле искривляются силой Лоренца, что приводит к изменению дисперсии волн в плазме. Для коэффициента преломления появляется выражение, зависящее от ларморовской частоты {\displaystyle \omega _{H}=eH/m_{e}c}, причём появление выделенного направления магнитного поля приводит к появлению двулучепреломления:

| {\displaystyle n_{\pm }^{2}=1-{\frac {\omega _{p}^{2}}{\omega (\omega \pm \omega _{H}\cos(\theta ))}}\,,} | \| \| \| \| \| \| \| \| | (Ур. 10.2) |
| |                         |            |
| |                         |            |
где {\displaystyle \theta } — угол между ориентацией магнитного поля и волновым вектором. «+» соответствует обыкновенной волне (вектор электрического поля вращается по часовой стрелке, если смотреть вдоль вектора распространения волны), «−» — необыкновенной волне (вектор электрического поля вращается против часовой стрелки). Наличие двух волн с разными поляризациями приводит к сдвигу фаз между ними. Измерения поворота плоскости поляризации для различных длин волн в астрофизике можно использовать для измерения магнитных полей галактик.

## Другие волновые явления
Понятие показателя преломления применяется во всём электромагнитном спектре, от рентгеновских лучей до радиоволн. Его также можно применить к волновым явлениям, таким как звук. В этом случае вместо скорости света используется скорость звука, и необходимо выбрать среду сравнения, отличную от вакуума. Для преломления звука на границе двух изотропных сред также выполняется закон Снеллиуса

| {\displaystyle {\frac {\sin \theta _{1}}{\sin \theta _{2}}}={\frac {k_{2}}{k_{1}}}\,,} | \| \| \| \| \| \| \| \| | (Ур. 11.1) |
|                                                                                        |                         |            |
|                                                                                        |                         |            |
где углы θ1 и θ2 соответствуют углам падения и преломления, а волновые вектора k1 и k2 относятся к падающей и преломлённой волнам. Это выражение получается из рассмотрения распространения плоских волн, падающих на плоскую границу раздела изотропных сред, где выполняются граничные условия: непрерывность давления и непрерывность нормальной компоненты скорости частиц среды. Соответствующий коэффициент преломления выражается в виде n = k2/k1.

### Приближение геометрической оптики
Уравнение эйконала возникает в электродинамике при рассмотрении приближения геометрической оптики, когда свойства среды меняются медленно на расстояниях, сравнимых с длиной волны. Это приближение применяется в электродинамике, акустике, гидродинамике, квантовой механике и других науках. Уравнение Гельмгольца для звука описывает амплитуду потенциала скоростей среды

| {\displaystyle {\textbf {v}}=\nabla \phi ({\textbf {r}},t)=\nabla \operatorname {Re} [u({\textbf {r}})e^{i\omega t}]} | \| \| \| \| \| \| \| \| | (Ур. 11.2) |
| |                         |            |
| |                         |            |
верно для неоднородной среды

| {\displaystyle \Delta u({\textbf {r}})+k^{2}n^{2}({\textbf {r}})u({\textbf {r}})=0\,,} | \| \| \| \| \| \| \| \| | (Ур. 11.3) |
|                                                                                        |                         |            |
|                                                                                        |                         |            |
где k = ω/c0, показатель преломления n(r) = c0/c(r), c0 — характерная скорость звука, c(r) — скорость звука в точке r среды. Для нерелятивистского уравнения Шрёдингера для искомой волновой функции также можно получить аналогичное уравнение

| {\displaystyle \Delta \Psi +{\frac {2m}{\hbar ^{2}}}\left[E-U({\textbf {r}})\right]\Psi =0\,,} | \| \| \| \| \| \| \| \| | (Ур. 11.4) |
|                                                                                                |                         |            |
|                                                                                                |                         |            |
где {\displaystyle k^{2}=2mE/\hbar ^{2}\,,} {\displaystyle n^{2}({\textbf {r}})=1-U({\textbf {r}})/E\,,} E — полная энергия, U(r) — потенциальная энергия, m — масса частицы, ħ — редуцированная постоянная Планка. В рамках геометрической оптики нужно решить уравнение Гельмгольца с неизвестными компонентами электрического поля. Если представить искомую функцию как

| {\displaystyle u({\textbf {r}})=A({\textbf {r}})e^{-ik\psi ({\textbf {r}})}\,,} | \| \| \| \| \| \| \| \| | (Ур. 11.5) |
|                                                                                 |                         |            |
|                                                                                 |                         |            |
где ψ(r) называется эйконалом, и подставить в уравнение Гельмгольца, то можно написать два уравнения для новых неизвестных величин

| {\displaystyle (\nabla \psi )^{2}=n^{2}\,\qquad {\text{(уравнение эйконала)}}\,,} | \| \| \| \| \| \| \| \| | (Ур. 11.6) |
|                                                                                   |                         |            |
|                                                                                   |                         |            |

| {\displaystyle A\nabla ^{2}\psi +2\nabla \psi \nabla A=0\,\qquad {\text{(уравнение переноса)}}\,.} | \| \| \| \| \| \| \| \| | (Ур. 11.7) |
| |                         |            |
| |                         |            |
Решение этих уравнений в квантовой механике эквивалентно использованию приближения ВКБ. Эйконал описывает поверхность постоянной фазы в пространстве. Его градиент {\displaystyle \nabla \psi } задаёт векторное поле, которое указывает движение фронта волны в каждой точке пространства. Для выбранной точки можно построить кривую, которая в каждой точке имеет касательную с направлением, совпадающим с распространением фронта волны, поэтому эту кривую называют лучом. Вдоль этого луча распространяется свет в неоднородной среде. Примером криволинейного распространения света является рефракция света с атмосфере. Обычно коэффициент преломления в зависимости от высоты уменьшается и градиент отрицателен: dn/dz ≈ −4⋅10−5 км−1. Ультракороткие волны в атмосфере образуют криволинейную траекторию, которая заворачивается к Земле с радиусом кривизны

| {\displaystyle R=\left\|{\frac {n(z)}{dn/dz\cos \theta }}\right\|\approx 25\,000\,{\text{км}}\,,} | \| \| \| \| \| \| \| \| | (Ур. 11.8) |
|                                                                                                   |                         |            |
|                                                                                                   |                         |            |
где θ = 0° — угол луча по отношению к поверхности. В этом случае рефракция увеличивает расстояние прямой видимости, а при достаточно большом градиенте, когда радиус кривизны меньше радиуса Земли, возникает сверхрефракция, что увеличивает дальность радиосвязи. Для звука эффект рефракции тоже наблюдается. Если коэффициент преломления звука с высотой уменьшается (из-за уменьшения температуры), то звуковые лучи отклоняются вверх в соответствии с законом Снеллиуса. В противном случае (холодный воздух у поверхности) при безветренной погоде вечером над поверхностью воды звуковой луч отклоняется вниз, что увеличивает расстояние слышимости.

### Оптика для частиц
Другие частицы, как и свет, демонстрируют схожие свойства траекторий при движении в силовых полях. Наиболее тесная связь между ними раскрывается в соответствии между принципом Ферма для фотонов и принципом наименьшего действия для движения частиц. Если использовать естественную параметризацию траектории частицы, то есть перейти к переменной длины её дуги (ds = vdt), то действие для свободной частицы при движении из точки A в точку B запишется в виде

| {\displaystyle L={\frac {m}{2}}\int _{A}^{B}v\,ds\,,} | \| \| \| \| \| \| \| \| | (Ур. 11.9) |
|                                                       |                         |            |
|                                                       |                         |            |
где v — скорость частицы, m — её масса. Выражение для интеграла в принципе Ферма отличается наличием показателя преломления вместо скорости (ур. 7.8). Такая формальная аналогия нашла применение при рассмотрении движения заряженных частиц в неоднородных электрических и магнитных полях и получила название электронной оптики.	Более прозрачной аналогия становится при рассмотрении перехода электрона из области с одним потенциалом в область в другим потенциалом. Это естественным образом изменяет кинетическую энергию и скорость электрона, что аналогично изменению фазовой скорости света при переходе в среду с другим показателем преломления. Если потенциал принимает разные значения в двух полупространствах с плоской границей, то можно рассмотреть задачу о падении частицы на границу. Тангенциальная скорость электрона останется неизменной, а нормальная к границе — поменяется, что приведёт к возникновению преломлению

| {\displaystyle {\frac {\sin i}{\sin r}}={\frac {v_{2}}{v_{1}}}\,} | \| \| \| \| \| \| \| \| | (Ур. 11.10) |
|                                                                   |                         |             |
|                                                                   |                         |             |
где i и r — углы падения (отсчитанный от нормали) и преломления, v1 и v2 — начальная и конечная скорости электрона. Для закона Снеллиуса (ур. 1.1) скорости входят в обратном соотношении. Здесь можно ввести коэффициент преломления, полученный из закона сохранения энергии в виде

| {\displaystyle n={\frac {v_{2}}{v_{1}}}={\sqrt {1+{\frac {e(\phi _{1}-\phi _{2})}{T}}}}\,} | \| \| \| \| \| \| \| \| | (Ур. 11.11) |
|                                                                                            |                         |             |
|                                                                                            |                         |             |
где φ1 и φ2 — потенциал в первой и второй областях полупространства, T — начальная кинетическая энергия, e — заряд электрона. Неоднородное электрическое поле формирует эффект линзы для электронов, что применяется в электронных микроскопах.
Для других заряженных частиц формальная аналогия также работает. Релятивистское движение ионов и электронов в электромагнитном поле также подчиняется принципу наименьшего действия, а коэффициент преломления зависит от направления движения. Электронная и ионная оптика нашли применение в создании микроскопов, установок для ионного травления, фокусирующих систем для ускорителей заряженных частиц.
Для достаточно чистых материалов электроны в твёрдом теле ведут себя как баллистические, поэтому эффекты электронной отпики могут проявляться и в высокоподвижном электронном газе. В частности, для электронов в графене наблюдается аналог преломления с отрицательным показателем преломления на границе p—n-перехода, который демонстрирует свойства линзы Веселаго.
Аналогия Гамильтона между движение частиц в неоднородных полях и света в среде с неоднородным индексом послужила основанием для возникновения геометрической оптики для холодных нейтронов, которую рассмотрел Ферми в 1944 году, когда обнаружил, что из-за взаимодействия нейтронов с ядрами вещества можно рассмотреть нейтронную волну, распространяющуюся в среде с соответственным показателем преломления, близким в единице.

## Измерение

### Рефрактометрия
Для измерения показателя преломления можно использовать несколько оптических метрологических приборов. Эти инструменты включают, среди прочего, рефрактометры, которые представляют собой тип интерферометра с оптическими путями, проходящими в разных средах, один — в вакууме, а другой — в измеряемом материале; гониометры для измерения углов, определённые призмы и так далее. Использование этих методов актуально для исследования прозрачных материалов. Точность измерений рефрактометров варьируется от 10−3 % для обычных до 10−6 % для интерферометрических типов приборов. Для анализа необходимо 0,05 — 0,5 г вещества, для высокоточных измерений можно снизить массу до долей миллиграмма. Время измерения зависит от типа рефрактометра и может занимать от секунды до десятков минут.
Показатель преломления можно измерить с помощью V-призмы, когда образец прозрачного материала помещается в V-образную выемку стеклянного блока, индекс которого точно известен. Отклонение светового луча позволяет определить показатель преломления образца.
Гониометр позволяет измерять показатель преломления прозрачного материала по нескольким спектральным линиям. Призма из этого материала используется для измерения минимального угла отклонения на нескольких длинах волн.
Недостатком интерферометрических методов является то, что их трудно использовать на объектах сложных форм и они могут оказаться разрушающими, поскольку необходимо измерять образец с чётко определённой геометрией, что исключает, например, такие образцы как художественная стеклянная посуда. В этих случаях используются измерения углов преломления, угла Брюстера или поиск жидкости с эквивалентным показателем преломления, но эти подходы обычно не позволяют достичь такой же высокой точности, как измерения с помощью гониометра или интерферометра.
Самым распространённым методом измерения показателя преломления является измерение угла полного внутреннего отражения. Преимуществами этого метода является малое количество вещества, необходимое для исследования, а также их компактность — например, в рефрактометре Аббе жидкость заливается в тонкую щель между гипотенузными гранями двух прямоугольных призм, имеющих высокий показатель преломления. Этот метод позволяет достичь точности ±0,0002. По схожему принципу работает рефрактометр Пульфриха, но в нём, наоборот, свет направляется параллельно границе раздела двух сред и измеряется угол, на который он отклонился.
Поскольку квантовая механика предсказывает, что частицы могут вести себя как волны, также возможно измерить показатель преломления волн материи. Такое измерение проводилось, в частности, на атомах лития и натрия с использованием интерферометрического метода.
Нелинейный показатель преломления можно измерить, наблюдая за фазовым сдвигом тестового светового луча путём перекрёстной фазовой модуляции, благодаря вращению эллиптической поляризации, анализу спектрального профиля волны или спектральному анализу при фазовой самомодуляции или возвращению к нелинейному показателю путём определения критической мощности самофокусировки. Также возможно измерение индекса с помощью спектральной интерферометрии суперконтинуумов.
Для мелких твёрдых частиц используют иммерсионный метод — частицы погружают в ряд жидкостей с известными показателями преломления и наблюдают за образующейся интерференционной картиной. Таким образом находится пара жидкостей, одна из которых будет иметь меньший показатель преломления, чем исследуемое вещество, а вторая — больший.
Рефлектометрия с низкой оптической когерентностью — распространённый интерферометрический метод для определения пространственного распределения показателя преломления по измерению амплитуды и фазового сдвига отражённого сигнала от различных неоднородностей. Низкая когерентность позволяет наблюдать интерференцию только из малой области образца порядка длины когерентности. Групповой индекс определяет задержку сигнала, в результате чего вычисляется расстояние до места отражения. Метод применяется в биологии и медицине. Другой областью применения этого метода является дефектоскопия оптических волокон.

### Эллипсометрия
Показатели преломления и поглощения n и κ не могут быть измерены напрямую для тонких плёнок. Они должны определяться косвенно из измеряемых величин, которые зависят от них. Например, таких как отражательная способность, R, коэффициент пропускания, T, или эллипсометрические параметры, ψ и δ. Схема эллипсометра представлена на рисунке справа. Свет от источника проходит через монохроматический фильтр и коллиматор и поляризуется призмой, то есть падающий свет представляет собой линейно поляризованную волну, которую можно разделить на две поляризации относительно плоскости падения: s- (перпендикулярная плоскости падения и параллельная плоскости образца) и p-компоненты (лежащая в плоскости падения). После отражения от поверхности свет проходит через анализатор и регистрируется детектором. Компенсатор служит для изменения фазового сдвига между s- и p-компонентами. Изменяя ориентацию анализатора, можно получить информацию о коэффициенте отражения s- и p- волн. Относительная разность фаз между s- и p-компонентами равна

| {\displaystyle \Delta =(\delta _{p}'-\delta _{p})-(\delta _{s}'-\delta _{s})\,,} | \| \| \| \| \| \| \| \| | (Ур. 12.1) |
|                                                                                  |                         |            |
|                                                                                  |                         |            |
где δs и δp — фазовые постоянные для падающего света, соответствующие s- и p-компонентам, а штриховые величины относятся к отражённой волне. Относительное изменение амплитуд описывается формулой

| {\displaystyle {\frac {E_{p}'/E_{p}}{E_{s}'/E_{s}}}=\operatorname {tg} \psi \,,} | \| \| \| \| \| \| \| \| | (Ур. 12.2) |
|                                                                                  |                         |            |
|                                                                                  |                         |            |
где Es и Ep — амплитуды для падающего света, соответствующие s- и p-компонентам, а штриховые величины относятся к отражённой волне. Основное уравнение эллипсометрии запишется в виде

| {\displaystyle \operatorname {tg} \psi \,e^{i\Delta }={\frac {R_{p}}{R_{s}}}\,,} | \| \| \| \| \| \| \| \| | (Ур. 12.3) |
|                                                                                  |                         |            |
|                                                                                  |                         |            |
где Rs и Rp — коэффициенты отражения, соответствующие s- и p-компонентам волны. Эти параметры устанавливаются из модели для отражающей поверхности с использованием формул Френеля. Подгоняя теоретическую модель к измеренным значениям ψ и Δ, можно получить значения n и κ.

## Применение
Показатель преломления — важнейший параметр элементов оптической системы. От него зависит устройство и функционирование оптических и оптоэлектронных приборов. Изучение оптических констант полупроводников даёт информацию о строении их зонной структуры. Для оптических систем важна прозрачность и минимальные потери света, поэтому для этих целей используют бесцветное оптическое стекло. Для ультрафиолетовой и инфракрасной областей спектра используют кварцевое оптическое стекло, которое также обладает низким температурным коэффициентом расширения; также используют кристаллы фтористого лития и флюорита. Цветные стёкла применяют для производства светофильтров.
Различные типы призм с двулучепреломлением используются для контроля поляризации и направления лучей света в оптике. Призма Глана — Фуко преобразует неполяризованный свет в линейно поляризованный. В оптических экспериментах используются волновые пластинки для изменения фазы между обыкновенным и необыкновенным лучами благодаря разнице в показателях преломления {\displaystyle \Delta n=n_{o}-n_{e}}. Если при определённой длине волны разница фаз составляет π, то говорят о полуволновой пластинке, если разница фаз равна π/2, то такую пластину называют четвертьволновой.
Коэффициент отражения материала определяется показателем преломления, но покрытие оптических элементов материалами с другими индексами допускает модификацию отражения света с использованием интерференции при многократном отражении от границ раздела, что используется в просветляющих покрытиях для оптических стёкол. Кроме того, многослойные покрытия используются для цветоделительных покрытий, интерференционных фильтров и так далее. Однослойное просветляющее покрытие помогает уменьшить отражение в пять раз в видимой области спектра. В общем случае, чем большее число слоёв используется, тем для более широкой области частот можно добиться просветления, но практически применяют не более трёх слоёв. Полупроводники обладают сильным отражением от границы раздела в воздухе, в результате чего теряется от 60 % до 70 % падающего на солнечную панель излучения. Для сохранения этой энергии используется просветляющее покрытие из менее оптически плотного материала (в основном оксидов титана или кремния, нитрида кремния).
В офтальмологии отклонение показателя преломления от стандарта в хрусталике или стекловидном теле сказывается на зрении человека, в результате проводится рефрактометрия оптической системы глаза для выявления дефектов и способов лечения.
Количественная фазово-контрастная микроскопия даёт возможность измерять трёхмерное распределение индекса в неоднородных жидкостях, таких как кровь, что позволяет использовать её для наблюдения за живыми клетками и тканями и определять, например, концентрацию гемоглобина в крови, зная распределение показателя преломления. Некоторые клетки рептилий достаточно велики для этого метода исследований.
Поскольку показатель преломления является одним из основных физических свойств вещества, он используется для идентификации вещества, определения его чистоты и измерения его концентрации с помощью рефрактометров. Таким образом исследуются твёрдые тела (стёкла, кристаллы и драгоценные камни), газы и жидкости. Часто на основе показателя преломления проверяется концентрация веществ в жидких растворах. Для растворённого сахара в воде доступны калибровочные таблицы. Помимо сахара рефрактометрия растворов на основе воды или других жидкостей используется для количественного определения концентрации растворённых веществ, таких как кислот, солей, этилового спирта, глицерина, для определения содержания белка в крови и других. Для определения чистоты и подлинности веществ в фармакологии используют рефрактометры, откалиброванные для D-линии натрия (nD), имеющие точность измерения показателя преломления лучше чем ±2⋅10−4.
Существование угла полного внутреннего отражения позволяет использовать этот эффект для построения световых волноводов или оптоволокна, состоящих из сердцевины и оболочки с более низким показателем преломления, для волоконно-оптической связи. Чаще всего используют материалы с индексами 1,62 и 1,52. Стеклянное оптоволокно представляет собой нить с диаметром от 5 до 200 микрометров. Возможно использовать многомодовые волокна с градиентным изменение профиля показателя преломления в зависимости от диаметра оптоволокна.
Оптоволокно оказалось полезным для использования в оптоволоконных лазерах. В 1990-е годы был создан четырёхваттный Er:YAG лазер, а после 2000 года иттербиевые лазеры показали значительный рост мощности.
При добавлении серебра в оптическое стекло его свойства могут изменяться при облучении ультрафиолетом — происходит затемнение, которое может исчезать после прекращения облучения. Этот эффект используется при производстве стёкол для очков с затемняемыми стёклами. Очки-хамелеоны просветляются в помещениях.
Процесс записи информации об амплитуде, фазе и направлении светового когерентного поля, называемый голографией, формирует на фотопластине дифракционную решётку, представляющею собой трёхмерную среду с модулированным комплексным показателем преломления. Голография используется в основном для получения трёхмерных изображений.
Помещая объектив микроскопа в среду с более высоким показателем преломления (масло), возможно увеличить числовую апертуру, что позволяет повысить разрешение микроскопа. Это подход используется также в иммерсионной литографии.
Кристаллы, в которых наблюдается двулучепреломление, могут быть использованы для генерации второй гармоники, так как при некоторой ориентации распространения волны коэффициенты преломления для обыкновенного и необыкновенного лучей совпадают, что позволяет синхронизировать фазы первой и второй гармоники для максимального коэффициента преобразования. Это явление наблюдается в сегнетоэлектриках и называется естественным синхронизмом.

### В искусстве
Американский художник Стефен Кнапп работал в стиле светографики с использованием цветного стекла и призм, создавая призматические инсталляции на протяжении своей карьеры. Известным изображением дисперсии в искусстве является обложка альбома The Dark Side of the Moon британской рок-группы Pink Floyd.
Трассировка лучей в 3D-графике при прохождении ими прозрачных сред и отражении от зеркальных поверхностей является важным примером использования показателя преломления, учёт которого необходим для достижения фотореализма.
При наличии одного слоя краски на картине существует возможность проявления его при написании новой картины поверх старой — этот эффект называется пентиме́нто. При покрытии лаком поверхности картины он может нежелательно изменить цвет полотна со временем. Различные цвета природных и химических красителей (пигментов) могут быть прозрачными и непрозрачными, они имеют различающиеся индексы и влияют на цветопередачу при нанесении покрытия в несколько слоёв. Белые пигменты, такие как оксид титана и оксид цинка, имеют показатель преломления более 2 и способны хорошо отражать свет. Высокие показатели преломления и поглощения приводят к хорошей укрывистости краски. Чёрные краски поглощают больше света, поэтому превосходно скрывают более глубокие слои, а цветные пигменты более светлых тонов пропускают больше света, поэтому возможно появление отражения от более глубокого слоя и изменение цвета поверхностного слоя краски. Показатель преломления льняного масла меняется со временем с 1,479 до более чем 1,525 примерно за десять лет, поэтому такая краска может терять укрывистость. Эффект pentimento можно наблюдать на картинах старых мастеров, например, на картине Питера Пауля Рубенса «Чудеса святого Франциска из Паолы».
Прозрачные художественные масляные краски состоят из пигмента и связующей основы. Они обладают схожими покателями преломления в диапазоне от 1,4 до 1,65. Такие краски при прохождении в них света окрашивают его благодаря поглощению пигментами и отражаются от хорошо отражающего грунта (нижнего слоя) полотна. Тип освещения также влияет на цвета красок.

## История
Первым из европейцев, кто изучал преломление света, был Архимед. Исследуя преломление на границе воды с воздухом, он правильно описал несколько законов преломления и зрения (например, то, что падающий, преломлённый лучи и нормаль к поверхности в точке падения лежат в одной плоскости, а люди воспринимают изображение так, будто лучи света всегда распространяются прямолинейно). Также он установил, что угол преломления всегда меньше угла падения (когда луч падает из воздуха в воду). Атмосферную рефракцию описал Гиппарх, наблюдавший лунное затмение, при котором Солнце также находилось над горизонтом.
Через 100 лет после Архимеда вопрос рефракции изучал другой выдающийся античный учёный Птолемей. Его модель рефракции включала сферическую атмосферу постоянной плотности и конечной толщины. Он также измерял углы преломления при переходе света между воздухом и водой, воздухом и стеклом, водой и стеклом, пытаясь найти зависимость между ними, однако считал, что такая зависимость имеет вид квадратичной функции, поэтому выведенное им уравнение лишь приближённо описывало законы преломления. Впрочем, это было первое математическое уравнение для этого явления. В формуле Птолемея присутствовал аналог показателя преломления — число, зависящее от свойств сред и определяющее зависимость угла падения от угла преломления. Птолемей связывал сильное преломление с разницей плотностей сред. Также он, анализируя видимое движение звёзд, сделал правильное предположение, что свет испытывает преломление при переходе в атмосферу из окружающего пространства, подобно преломлению при переходе из воздуха в воду, следовательно, показатель преломления воздуха отличается от такового для пустоты; однако он не смог описать это явление количественно.
Правильно сформулировать закон преломления впервые смог персидский учёный Ибн Сахл в 984 году. Этот закон не был востребован последующими арабскими учёными, а его работы не были известны в Европе, поэтому сейчас этот закон известен как закон Снеллиуса в честь Виллеброрда Снелла, который открыл его в 1621 году. Другим арабским учёным X—XI веков, чьи работы повлияли на европейскую оптическую науку, был Ибн аль-Хайсам, который так же, как и Ибн Сахл, занимался сферическими линзами, но также рассматривал модель атмосферы Птолемея для объяснения увеличения размера видимых небесных тел (иллюзия Луны), находящихся около горизонта. Он также смог оценить толщину атмосферы (86,3 км) по свету звёзд, скрывающихся за горизонтом. Количественно измерить атмосферную рефракцию смог Тихо Браге в 1587 году.
В 1658 году Пьер Ферма сформулировал принцип наименьшего времени, который позволил связать преломление на границе сред со скоростью света в них.
В начале XVIII века показатели преломления многих веществ измерили Исаак Ньютон и Фрэнсис Хоксби. Ньютон также заметил связь между плотностью среды и показателем преломления и смог сформулировать эмпирическое уравнение для связи между этими величинами (известное сейчас как правило Ньютона — Лапласа), согласно которому величина {\displaystyle n^{2}-1} прямо пропорциональна плотности. Также Ньютон в 1666 году описал явление дисперсии при прохождении света через стеклянную призму.
Развивая проведённые Ньютоном исследования дисперсии, в 1802 году Уильям Волластон и в 1814 году независимо от него Йозеф Фраунгофер создали спектроскоп и наблюдали тёмные линии в спектре Солнца и звёзд.
Томас Юнг предположительно был первым человеком, который ввёл и в 1807 году использовал название «показатель преломления» (англ. index of refraction). В то же время он записал это значение преломляющей силы в виде одного числа вместо традиционного отношения двух чисел. Использование отношения чисел имело тот недостаток, что его можно было представить разными способами. Так, Ньютон, называвший это отношение «пропорцией синусов падения и преломления», записывал его как отношение двух чисел, например «529 к 396» (или «почти 4 к 3» для воды). Хоксби, называвший эту величину «коэффициентом преломления», записывал его как отношение с фиксированным числителем, например «10000 к 7451,9» (для мочи). Хаттон записал это как отношение с фиксированным знаменателем, например 1,3358 к 1 (вода).
В 1807 году Юнг не использовал никакого символа для показателя преломления. В более поздние годы другие исследователи начали использовать различные символы: {\displaystyle n}, {\displaystyle m} и {\displaystyle \mu }. Символ n постепенно возобладал. Эффект двулучепреломления был открыт в 1813 году Зеебеком и в 1815 году независимо от него Брюстером.
Волластон создал первые рефрактометр (1802) и гониометр (1809). В 1869 году Аббе создал модель рефрактометра (рефрактометр Аббе), схема которого является одной из самых популярных и в настоящее время. Вероятно, около 1840 года Уильям Тальбот впервые наблюдал явление аномальной дисперсии, однако количественно проанализировал его Пьер Леру в 1862 году. Максвелл использовал свои уравнения для выражения скорости света в среде через диэлектрическую и магнитную проницаемости, связанные с показателем преломления по формуле {\displaystyle n={\sqrt {\varepsilon \mu }}}, но из-за отсутствия микроскопической теории уравнения Максвелла не могли описать дисперсию света.
В период с 1869 по 1875 год датский физик Людвиг Лоренц сформулировал в нескольких работах теорию, которая связывала показатель преломления с микроскопическими свойствами веществ — электронной поляризуемостью. Такой же результат в 1878 году независимо получил голландский физик Хендрик Лоренц, который не был знаком с работами Людвига Лоренца, поскольку те были написаны на датском языке. Выведенное ими уравнение известно как формула Лоренца — Лоренца. В 1875 году Джон Керр наблюдал двулучепреломление в изотропных веществах (жидкие диэлектрики), помещённых в электрическое поле, а годом позже обнаружил магнитооптический эффект в изотропной среде. Оба эффекта являются примерами нелинейно-оптических явлений. В 1910 году Ланжевен построил теорию эффекта Керра.
Август Кундт измерил комплексный коэффициент преломления для металлов в 1888 году, а теорию отражения от поверхности металлов, основываясь на формулах Френеля, построил Пауль Друде годом позже.
В 1933 году Роберт Вуд открыл прозрачность щелочных металлов в ультрафиолетовой области частот. Стекло может изменять показатель преломления при облучении ультрафиолетом, этот эффект был открыт и запатентован в 1937 году Дональдом Стуки.
В 1947 году Денеш Габор построил теорию получения информации о фазе волны с помощью фотографии, но не смог реализовать построение такого изображения из-за отсутствия когерентных источников излучения. После создания лазеров в 1964 году Эмметт Лейт и Юрис Упатниекс записали первую голограмму, изобразившую игрушечные поезд и птицу. В СССР в 1962 году Юрий Денисюк предложил использовать голографию Габора и метод цветной фотографии Липпмана, где используется три монохроматических лазера основных цветов, чтобы получить цветную голограмму. Габор получил Нобелевскую премию по физике в 1971 году.
В 1961 году Элиас Снитцер и Уилл Хикс (англ. Will Hicks) продемонстрировали передачу лазерного излучения по оптоволокну. В 1964 году Снитцер создал первый лазер, в качестве рабочей среды которого использовалось оптическое волокно, легированное неодимом. Слабое затухание в оптических волокнах позволило использовать их как средство передачи сигналов на большие расстояния.
В 1967 году Виктор Веселаго высказал гипотезу о существовании материалов с отрицательным значением показателя преломления. В 1999 году Джон Пендри предложил конструкции искусственных материалов, обладавших отрицательными эффективными значениями диэлектрической и магнитной проницаемостей.
В 2000 году Дэвид Смит с коллегами, использовав комбинацию элементов конструкций Пендри и его рекомендации, экспериментально доказал возможность реализации искусственных материалов с отрицательным значением показателя преломления (метаматериалов).